# Wasserschutzpolizei
Die Wasserschutzpolizei (Abkürzung WSP) ist eine Organisationseinheit der Landespolizeien in Deutschland, die für die Einhaltung von See- und Binnenschifffahrtsvorschriften, Gefahrenabwehr im Bereich Schifffahrt, Umweltschutz und, je nach Land, grenzpolizeiliche Maßnahmen zuständig ist.

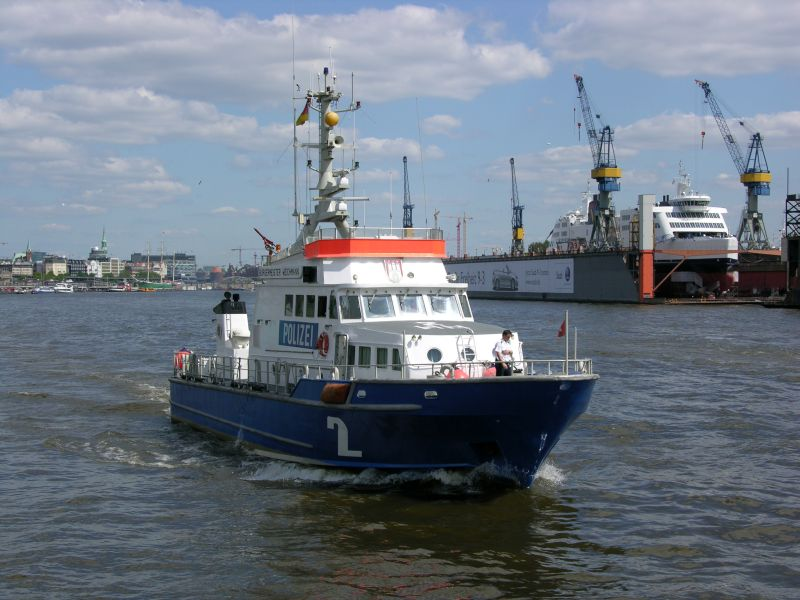
Das Polizeiboot Bürgermeister Weichmann (Modell Fassmer FPB 29) der Wasserschutzpolizei Hamburg

Sie ist nicht zu verwechseln mit der Küstenwache und Schifffahrtspolizei.
In Österreich hat der See- und Stromdienst (auch See- und Strompolizei, in Wien Wasserpolizei) der Wasserschutzpolizei vergleichbare Aufgaben. Eine Wasserschutzpolizei, Wasserpolizei oder Seepolizei gibt es auch in vielen Kantonen der Schweiz.

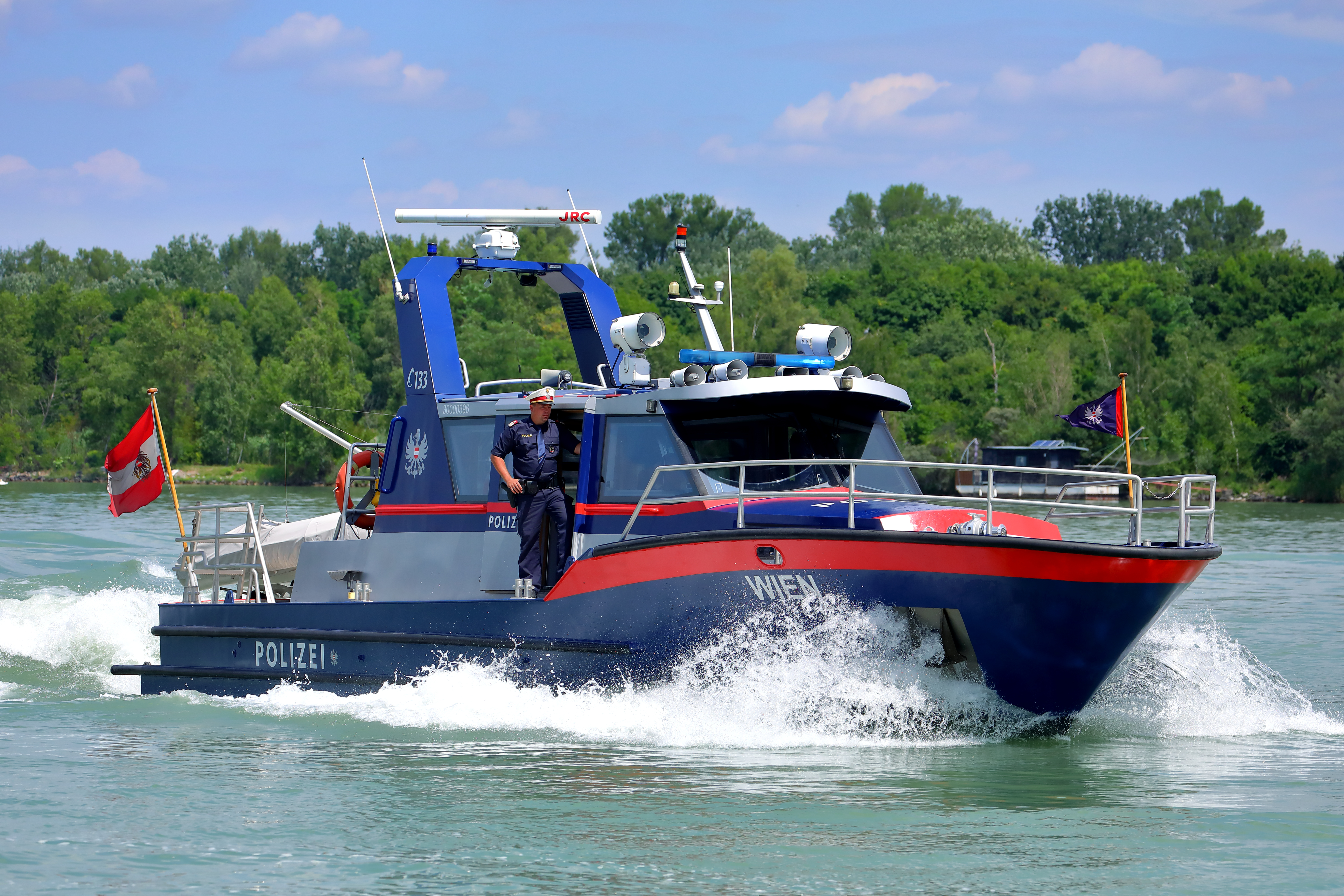
Polizeiboot „Wien“ der Polizeiinspektion Handelskai-Wasserpolizei

## Geschichte
Die vierköpfige Niederhafen Patrouille, die nach Beschluss des Hamburger Rats vom 26. Oktober 1787 auf jahrzehntelangen Druck von Kaufleuten gegründet wurde, ist die erste verbriefte Einheit auf deutschem Boden, die als Wasserschutzpolizei bezeichnet werden kann. Die Wachmannschaft war mit einem kleinen Segelboot, Bajonetten, mit Stadtwappen versehenen Stöcken und Signalpfeifen ausgerüstet, um insbesondere Diebstähle beim Warenumschlag zu verhindern. Erfolgreiche Einsätze bedingten 1799 eine weitere Gruppe im Bereich des Oberhafens, beide Patrouillen wurden 1822 unter dem Namen Hafenrunde zusammengefasst. Schon 1835 gehörten 40 Mann zur Hafen- und Zolljachtpatrouille, die ab 1875 in Hafenpolizei umbenannt wurde.

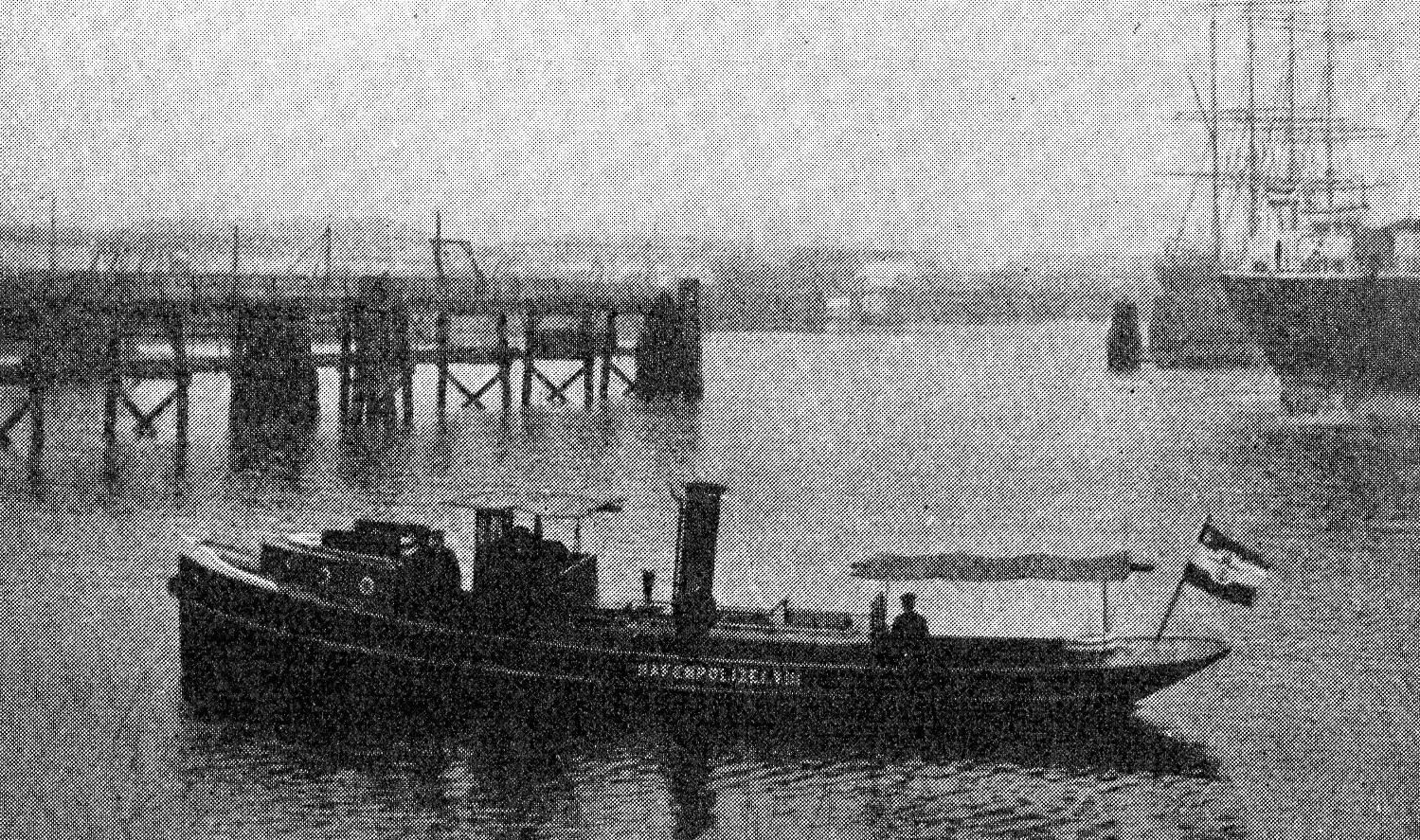
Barkasse VIII der Hamburger Hafenpolizei um 1911.

In vielen Teilen Deutschlands gab es vergleichbar definierte Einheiten nicht, zuweilen wurden entsprechende Angelegenheiten an Flüssen und Seen von den städtischen und regionalen Polizeidienststellen abgewickelt. Für das Rheinland wurde 1919 die Rheinpolizei als Teil des Reichswasserschutzes begründet, dessen Zuständigkeit sich in der Folge praktisch nur auf Preußen und Sachsen beschränkte. Nach Auflösung dieser Reichswasserschutzpolizei 1931 wurden die Aufgaben an die Länder übertragen. Die preußische Polizeibehörde wurde zunächst als Hafen- und Schifffahrtsschutzpolizei, später als Wasserschutzpolizei bezeichnet. 1937 wurde diese preußische Wasserschutzpolizei und die Rheinpolizeien von Baden, Bayern und Hessen wieder unmittelbar dem Reich unterstellt. Am 4. September 1945 beschlossen die US-Behörden die Einrichtung einer Flusspolizei für das Gebiet der amerikanischen Besatzungszone, die dem United States Army Transportation Corps unterstellt wurde. Die Zuständigkeit dieser Flusspolizei wurde am 1. April 1947 den Ländern übertragen. Im September 1948 beschlossen die Länder Baden-Württemberg, Bayern und Hessen für die Flüsse Main, Neckar und Rhein die Gründung einer Wasserschutzpolizei (WSP).

## Sachliche Zuständigkeit/Aufgaben
Neben den allgemein polizeilichen Aufgaben hat die Wasserschutzpolizei auf den Bundes- und Landeswasserstraßen sowie in den Häfen die schifffahrtspolizeilichen Vollzugsaufgaben wahrzunehmen.
Zu den schifffahrtspolizeilichen Vollzugsaufgaben gehören:
- Erkennen von Gefahren für den Schiffsverkehr und Treffen von unaufschiebbaren Maßnahmen zu ihrer Abwehr.
- Einhaltung der Sicherheit und Leichtigkeit des Schiffsverkehrs dienenden Vorschriften, z. B. das Verhalten im Verkehr, die Ausrüstung, die Besatzung und die Bemannung, den Betrieb und die Kennzeichnung der Wasserfahrzeuge und schwimmenden Anlagen.
- Überprüfung der Schiffspapiere und Befähigungsnachweise der Schiffsführer, Mannschaften, Floßführer, Fährführer und Lotsen auf den Wasserfahrzeugen.
- Bei der Abfertigung einkommender Schiffe in den Seehäfen fungiert die Wasserschutzpolizei auch als Vertreterin der Ausländerbehörde. So werden z. B. für fremdländische Seeleute, die der Visumspflicht unterliegen, örtlich und zeitlich begrenzte Visa ausgestellt, die sogenannten Landgangsausweise.
- Von zunehmender Bedeutung ist auch die Funktion der Wasserschutzpolizei als Exekutivorgan der Umweltbehörden. Hierzu gehört vor allem die Überwachung der internationalen maritimen Umweltübereinkommen (MARPOL). Dazu unterhalten die einzelnen Wasserschutzpolizeien meist eigene speziell ausgebildete Abteilungen (Gruppen), die insbesondere technisch geschult werden und oft aus technischen Seeberufen (z. B. Maschinisten) rekrutiert werden.

## Örtliche Zuständigkeiten
Alle deutschen Landespolizeien mit Ausnahme Thüringens unterhalten eine Wasserschutzpolizei, deren örtliche Zuständigkeit sich in der Regel auf die schiffbaren Wasserstraßen sowie auf die angrenzenden Ufer-, Schleusen und Hafenanlagen begrenzt. Der Aufgabenbereich der Wasserschutzpolizei der deutschen Küstenländer beinhaltet darüber hinaus regelmäßig das deutsche Küstenmeer bis zur 12-Seemeilen-Grenze. Außerhalb dieses Bereichs ist die Küstenwache des Bundes, bestehend aus Bundespolizei, Wasser- und Schifffahrtsverwaltung des Bundes, Bundesanstalt für Landwirtschaft und Ernährung und Zoll für wasserschutzpolizeiliche Maßnahmen örtlich zuständig. Für die Koordinierung größerer wasserschutzpolizeilicher Lagen im deutschen Küstenmeer wurde 2002 die WSP-Leitstelle Cuxhaven eingerichtet.

### Baden-Württemberg
In Baden-Württemberg ist das Polizeipräsidium Einsatz als oberste Behörde mit der Wasserschutzpolizeidirektion in Bruchsal für alle Dienstbezirke der Wasserschutzpolizeistationen zuständig. Diese 14 Stationen in Friedrichshafen, Gambsheim (Frankreich), Heidelberg, Heilbronn, Karlsruhe, Kehl, Langenargen, Konstanz, Mannheim, Mannheim-Rheinauhafen, Reichenau (Insel), Stuttgart, Überlingen und Vogelgrun (Deutsch-französischer Wasserschutzpolizeiposten Vogelgrun in Frankreich) beobachten den Neckar sowie Abschnitte des Bodensees und des Rheins.

### Bayern
In Bayern übt die „Wasserschutzpolizei-Zentralstelle“ die fachliche Aufsicht im Rahmen der Wahrnehmung wasserschutzpolizeilicher Aufgaben aus. Sie ist direkt dem Polizeipräsidium Mittelfranken unterstellt und hat ihren Sitz in Schwabach. Diese Behörde erlässt Richtlinien für die Durchführung des wasserschutzpolizeilichen Vollzugsdienstes und koordiniert die Dienst- und Streifenplanung auf den Binnenwasserstraßen. Die Wahrnehmung der einzelnen wasserschutzpolizeilichen Aufgaben obliegt den Wasserschutzpolizeistationen bzw. ‑gruppen an den Bundeswasserstraßen und den Polizeiinspektionen mit wasserschutzpolizeilichen Aufgaben an den größeren Seen und dem bayerischen Teil des Bodensees.
„Echte“ Wasserschutzpolizeigruppen gibt es bei den Dienststellen entlang den Binnenwasserstraßen
- Main (Aschaffenburg, Würzburg, Schweinfurt, Bamberg),
- Main-Donau-Kanal (Bamberg, Nürnberg, Beilngries),
- Donau (Regensburg, Deggendorf, Passau)
- Bodensee (Lindau (Bodensee)).

Außerdem werden Beamte weiterer Polizeiinspektionen für die Wahrnehmung wasserschutzpolizeilicher Aufgaben auf den größeren bayerischen Seen eingesetzt. Die Zuständigkeiten liegen hier wie folgt:
Mittelfranken
- PI Gunzenhausen für Großer und Kleiner Brombachsee, Altmühlsee und Igelsbachvorsperre

Oberbayern
- PI Bad Wiessee für Tegernsee
- PI Berchtesgaden für Königssee
- PI Dießen am Ammersee für Ammersee
- PI Herrsching am Ammersee für Wörthsee und Pilsensee
- PSt Kochel für Kochelsee und Walchensee
- PI Laufen für Waginger See und Tachinger See
- PI Miesbach für Schliersee
- PI Murnau für Staffelsee und Riegsee
- PI Prien für Chiemsee und Simssee
- PI Starnberg für Starnberger See

Schwaben
- PI Füssen für Forggensee, Hopfensee, Weißensee und Bannwaldsee
- PI Kempten (Allgäu) für Großer Alpsee, Niedersonthofener See, Grüntensee und Rottachsee

### Berlin
Die Wasserschutzpolizei Berlin ist ein Teil der Polizei Berlin und ist mit ihren drei örtlichen Wachen (West, Mitte und Ost) landesweit zuständig für die Verhütung und Verfolgung von Straftaten sowie Ordnungswidrigkeiten auf den Wasserstraßen, Seen und in den Häfen im Land Berlin. Ihr Hauptsitz ist in Treptow-Köpenick.

### Bremen
Die Wasserschutzpolizei Bremen ist zuständig für die wasserpolizeilichen Aufgaben und den schifffahrtpolizeilichen Vollzug auf der Weser. Die Wasserschutzpolizei verfügt über aktuell 3 Standorte, im Lindenhof (Bremen), im Doventor (Bremen) und am Containerterminal in Bremerhaven.
Zu den Aufgaben der WSP gehören Einsatz- und Streifendienst, Kriminalitätsbekämpfung, Gefahrguttransportüberwachung, Umweltschutz, Maritime Sicherheit, Präventions- und Kontaktdienst in der Sportschifffahrt, aber auch der Einsatz in Einsatzeinheiten auf dem Wasser und an Land. Dafür verfügt die WSP über eine maritime Einsatzgruppe, bestehend aus einer Bootsgruppe und eine Alarmeinheit WSP, bestehend aus zwei Einsatzgruppen, die im Einsatzfall aufgerufen werden.
Bis 2011 war die WSP Bremen auch mit der polizeilichen Kontrolle des grenzüberschreitenden Verkehrs in den Seehäfen Bremen und Bremerhaven betraut. Zum 1. Januar 2012 wurde die Aufgabe auf Betreiben der Polizeiführung an die Bundespolizei übergeben. Für den Streckenabschnitt von Bremen nach Bremerhaven ist seit 2003 die Wasserschutzpolizei Niedersachsen zuständig.
Das letzte Bremer Küstenstreifenboot, die "Bremen 3" ist im April 2012 an einen niederländischen Schiffshändler verkauft worden. Auf See ist die Wasserschutzpolizei Bremen seitdem in Kooperation mit der WSP Niedersachsen mit dem niedersächsischen Küstenstreifenboot "WSP 3", in den Häfen mit einem Hafenboot und auf dem Fluss mit den beiden Streckenbooten "Visura" und "Lesmona" und – als schnelle Einsatzmittel – mit mehreren Festrumpfschlauchbooten (sog. RIB's), mit Aluminium-Rumpf, unterwegs.
Im Jahr 2005 wurde die Wasserschutzpolizei mit der Verkehrspolizei zusammengelegt. In dieser Direktion versahen über 270 Beamte ihren Dienst.
Anfang 2016 wurde die Direktion Wasserschutz- und Verkehrspolizei in eine Wasserschutzpolizeidirektion – jetzt mit Sitz der Leitung in Bremerhaven – und ein Verkehrspolizeidirektion – mit Sitz in Bremen – aufgespalten.
Im August 2017 – im Rahmen der „Reform 2600“ – ist aus der Direktion Wasserschutzpolizei die Abteilung E2 – Wasserschutzpolizei – der neuen Direktion Einsatz der Polizei Bremen geworden, in der die ehemaligen Direktionen Bereitschaftspolizei, Schutzpolizei, Verkehrspolizei und Wasserschutzpolizei vereinigt worden sind.
Einzelne Einsatzkräfte der Bremer Wasserschutzpolizei haben seit 2011 an Schlauchboot-Sicherheitstrainings von Greenpeace teilgenommen, während andere Wasserschutzpolizeien eine Zusammenarbeit in dieser Form ablehnen.

### Hamburg
Die Wasserschutzpolizei Hamburg hat mit ca. 520 Mitarbeitern besonders vielfältige Aufgaben. Sie übernimmt auch die grenzpolizeiliche Abfertigung von Seeschiffen im Hamburger Hafen anstelle der Bundespolizei.

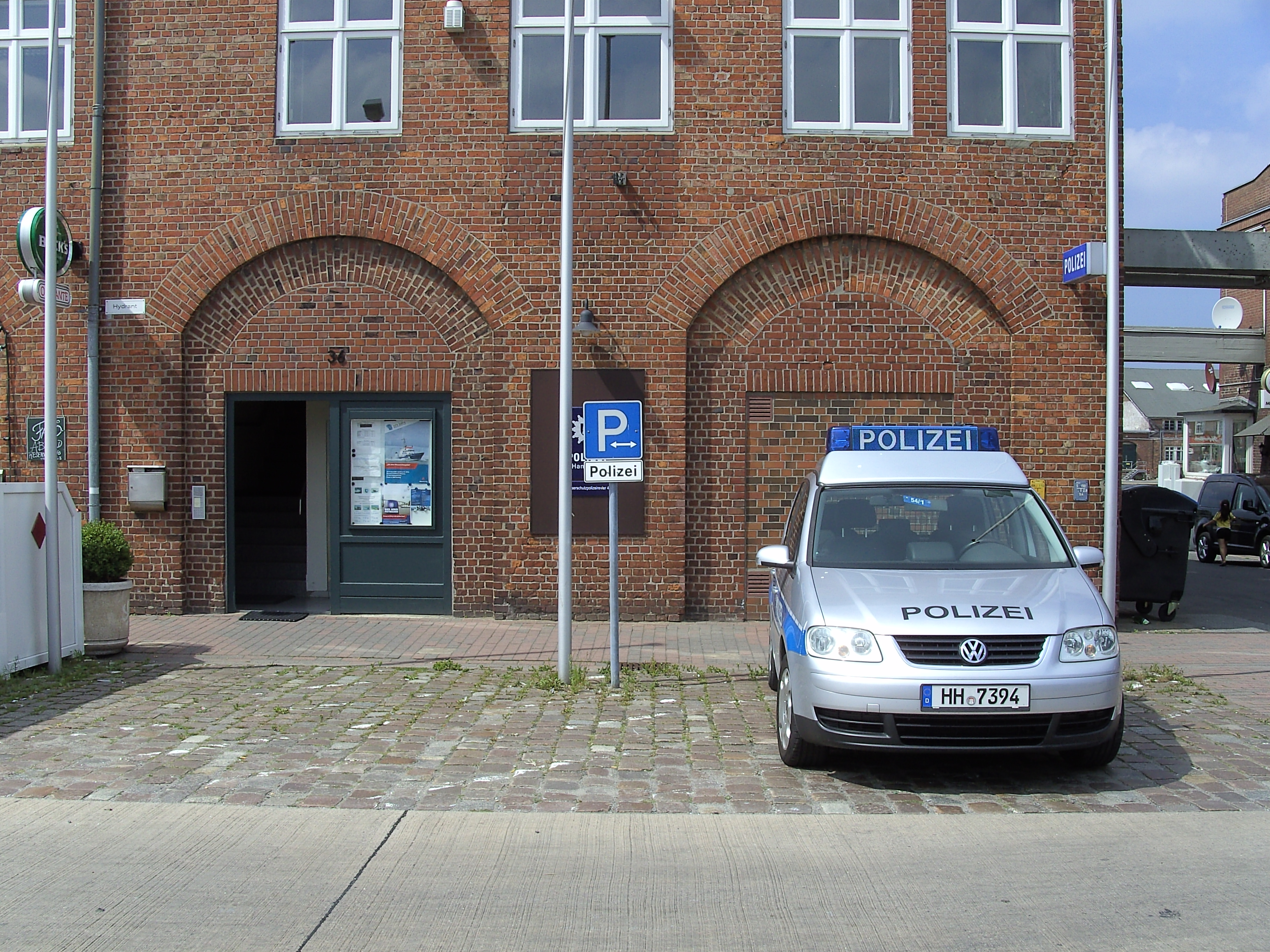
4. Wasserschutzpolizeirevier der Hamburger Polizei in Cuxhaven

Eine Besonderheit gibt es auch auf der Elbe: Auf den Elbabschnitten, die zu Niedersachsen und Schleswig-Holstein unterhalb der Schleuse und der Staustufe Geesthacht bis zur Mündung bei Cuxhaven gehören, werden die Aufgaben der Wasserschutzpolizei einheitlich von der Hamburger Wasserschutzpolizei wahrgenommen. Hierfür unterhält die WSP Hamburg ein Wasserschutzpolizeirevier (das WSPR 4) in Cuxhaven (Niedersachsen).
Die Wasserschutzpolizei Hamburg ist in den ihr zugewiesenen Bereichen auch an Land zuständig (Verkehr, Straftaten, Ordnungswidrigkeiten etc.). Sie unterhält u. a. drei Wasserschutzpolizeikommissariate (WSPK), WSPK 1 in Hamburg-Waltershof, WSPK 2 in Hamburg-Steinwerder und WSPK 3 in Hamburg-Harburg. In ganz Hamburg kontrolliert die WSP u. a. Gefahrgut- und Abfalltransporte. Auch der Einsatzzug der WSP wird bei Demonstrationen, Fußballspielen und sonstigen Veranstaltungen in ganz Hamburg eingesetzt. Für weitere Spezialgebiete ist die WSP in ganz Hamburg zuständig, u. a. in bestimmten Bereichen des Tierschutz-, Gefahrgut- und Lebensmittelrechts.

### Hessen

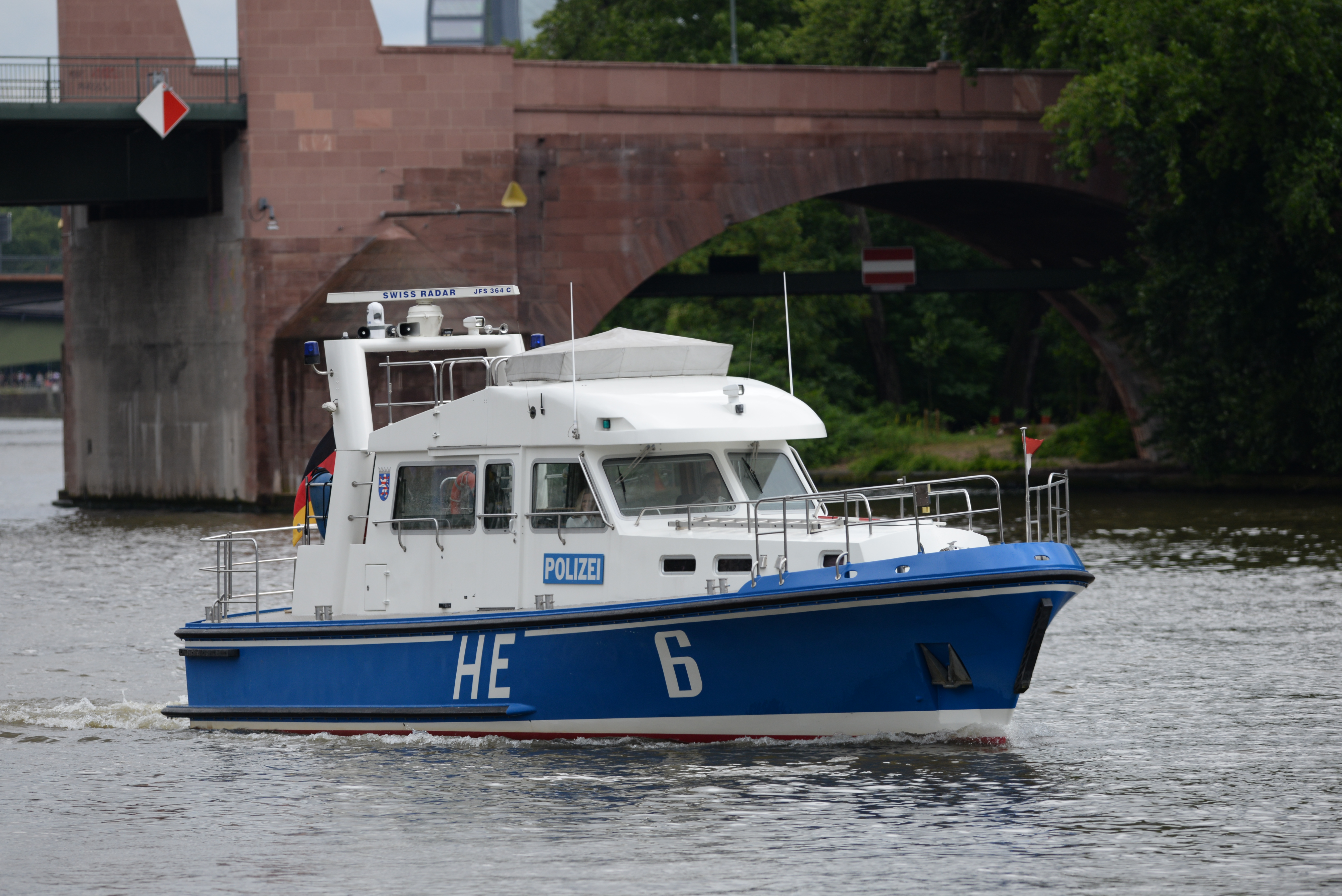
Streifenboot Hessen 6 (2016)

Die Zuständigkeit der Wasserschutzpolizei Hessen erstreckt sich auf die hessischen Teile von Rhein, Main, Lahn, Fulda, Werra, Weser, Diemelsee sowie den Edersee einschließlich der Wasserbauwerke, Werften, Kai- und Umschlaganlagen sowie Häfen und Inseln im Bereich der zugewiesenen Wasserflächen.
Der Direktion Wasserschutzpolizei mit Sitz in Mainz-Kastel mit einer Zentralen Ermittlungsgruppe sind nachgeordnet:
- am Main die Wasserschutzpolizeistation Frankfurt am Main,
- am Rhein die Wasserschutzpolizeistationen Gernsheim, Wiesbaden und Rüdesheim,
- an der Lahn der Wasserschutzpolizeiposten Weilburg,
- am Edersee der Wasserschutzpolizeiposten Waldeck sowie
- der Wasserschutzpolizeiposten Kassel auf den Flüssen Fulda, Werra und Weser.

### Mecklenburg-Vorpommern
Wasserschutzpolizeiliche Aufgaben werden in Mecklenburg-Vorpommern vom Landeswasserschutzpolizeiamt Mecklenburg-Vorpommern (LWSPA M-V) mit Sitz in Waldeck wahrgenommen. Die Zuständigkeit erstreckt sich auf den Bereich der Küstengewässer und Häfen sowie auf die schiffbaren Wasserstraßen, sonstigen Binnengewässer und die jeweils dazugehörigen Anlagen und Straßen.
Dem Landeswasserschutzpolizeiamt Mecklenburg-Vorpommern nachgeordnet sind die Wasserschutzpolizeiinspektionen in
- Rostock
- Sassnitz
- Schwerin
- Stralsund
- Waren
- Wismar
- Wolgast

Jede Wasserschutzpolizeiinspektion verfügt über eine oder mehrere Wasserschutzpolizeistationen. Auch die Polizeihubschrauberstaffel (PHuSt) in
- Laage

ist dem Landeswasserschutzpolizeiamt unterstellt.
Die näheren Zuständigkeiten sind in einer Verwaltungsvorschrift (VV Mecklenburg-Vorpommern Gl. Nr. 2012 – 9 vom 13. April 2011) in Verbindung mit einem Geschäftsverteilungsplan geregelt.

### Niedersachsen
Das Zuständigkeitsgebiet der Wasserschutzpolizei Niedersachsen liegt ausschließlich im Küstengebiet der Nordsee und in den Seehäfen Niedersachsens, während die wasserschutzpolizeilichen Aufgaben im Binnenland auf die Polizeidirektionen übertragen wurden. Küstenstreifenboote der Wasserschutzpolizei Niedersachsen führen zwar die Bezeichnung Küstenwache, sind aber nicht Teil der Küstenwache (des Bundes).

### Nordrhein-Westfalen
Die Wasserschutzpolizei in Nordrhein-Westfalen ist zuständig für die Erforschung und Verfolgung von Straftaten auf den Wasserstraßen und in den Häfen im Land Nordrhein-Westfalen. Insbesondere gehört hierzu der Rhein als größte Binnenwasserstraße Deutschlands und große Teile des Kanalnetzes in Nordwestdeutschland. Die Wasserschutzpolizei in Nordrhein-Westfalen hat 2007 ihre Eigenständigkeit als Wasserschutzpolizeipräsidium verloren und ist seitdem als Wasserschutzpolizeidirektion innerhalb des Polizeipräsidiums Duisburg organisiert.

### Rheinland-Pfalz
Neben der Regelung des Schiffsverkehrs ist die Wasserschutzpolizei in Rheinland-Pfalz auch für die Ermittlungen und Aufklärungen aller Ordnungswidrigkeiten und Straftaten auf den schiffbaren Wasserstraße ihren Nebenarmen, Ufern, Anlagen und Häfen in Rheinland-Pfalz zuständig.
Eine Besonderheit ist der Bereich des Kondominiums Deutschland-Luxemburg, in dem auf der Mosel (Moselkilometer 205,870 bis 232,290) und deren Uferanlagen sowohl die rheinland-pfälzische Wasserschutzpolizei, als auch ihr Luxemburger Pendant örtlich zuständig sind. Gemeinsame Herrschaftsausübung durch die Bundesrepublik Deutschland und das Großherzogtum Luxemburg über die gesamte Wasserfläche der Mosel mit Ausnahme der Schleusenbauwerke.
Weitere Doppelzuständigkeiten von Bundesländern gibt es auf dem Rhein im Bereich der Ländergrenzen zu Baden-Württemberg und Hessen.
Aktuell prüft das rheinland-pfälzische Ministerium des Innern, für Sport und Infrastruktur inwieweit im Rahmen einer Kooperation mit Baden-Württemberg und Hessen eine länderübergreifende Rheinpolizei geschaffen werden kann, um diese Doppelzuständigkeiten abzubauen.

### Schleswig-Holstein
In Schleswig-Holstein ist die Wasserschutzpolizei in einer Wasserschutzpolizeidirektion als untere Landesbehörde organisiert. Die Wasserschutzpolizei-Reviere der Abt. 4 im Landespolizeiamt sind für den wasserschutzpolizeilichen Aufgabenvollzug, Bootswesen/Nautisch-Technische IT und Maritime Sicherheit zuständig.
Ostsee: WSP-Revier Kiel mit Außenstelle Ostuferhafen, WSP-Revier Flensburg mit WSP-Station Maasholm, WSP-Revier Heiligenhafen mit WSP-Station Puttgarden, WSP-Revier Lübeck-Travemünde mit WSP-Stationen Lübeck und Ratzeburg.
Nordsee: WSP-Revier Brunsbüttel mit WSP-Stationen Glückstadt und Rendsburg, WSP-Revier Husum mit WSP-Stationen Büsum, Helgoland, Wyk auf Föhr und List auf Sylt. Eine Besonderheit stellt die Insel Helgoland dar, denn dort werden alle polizeilichen Aufgaben von der Wasserschutzpolizei wahrgenommen.
Streifenboote der Wasserschutzpolizei Schleswig-Holstein führen zwar die Bezeichnung Küstenwache, sind aber nicht Teil der Küstenwache (des Bundes).

## Ausrüstung
Die Wasserschutzpolizeien verfügen je nach Anforderungen sowohl über See- und Binnenschiffe sowie -Boote. In Mecklenburg-Vorpommern und Berlin sind auch die Hubschrauberstaffeln Teil der WSP.

### Boote

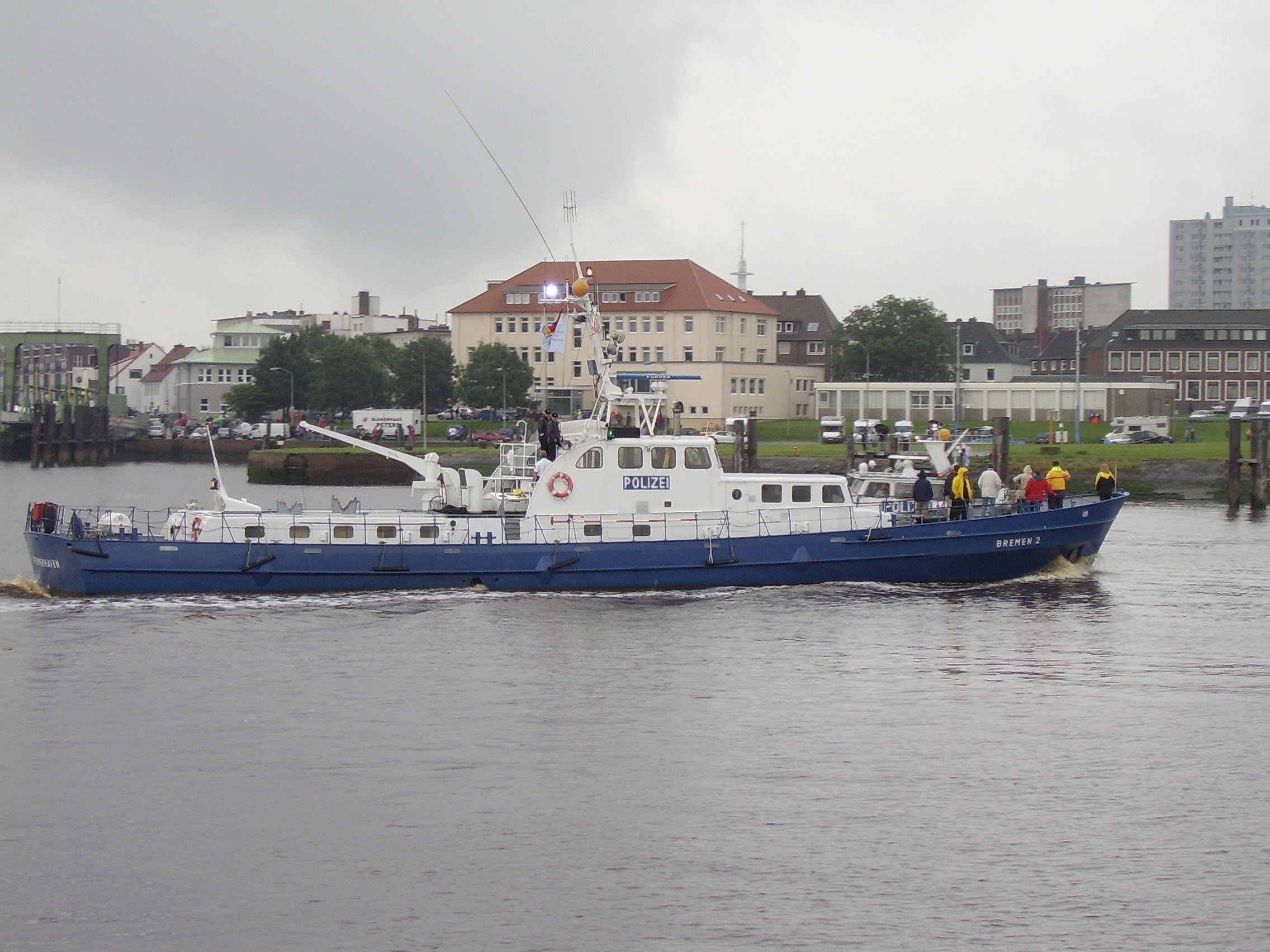
Küstenboot Bremen 2 der Wasserschutzpolizei während der Sail 2005 (außer Dienst und als Aufbauhilfe der libanesischen Küstenwache zur Verfügung gestellt (2007))
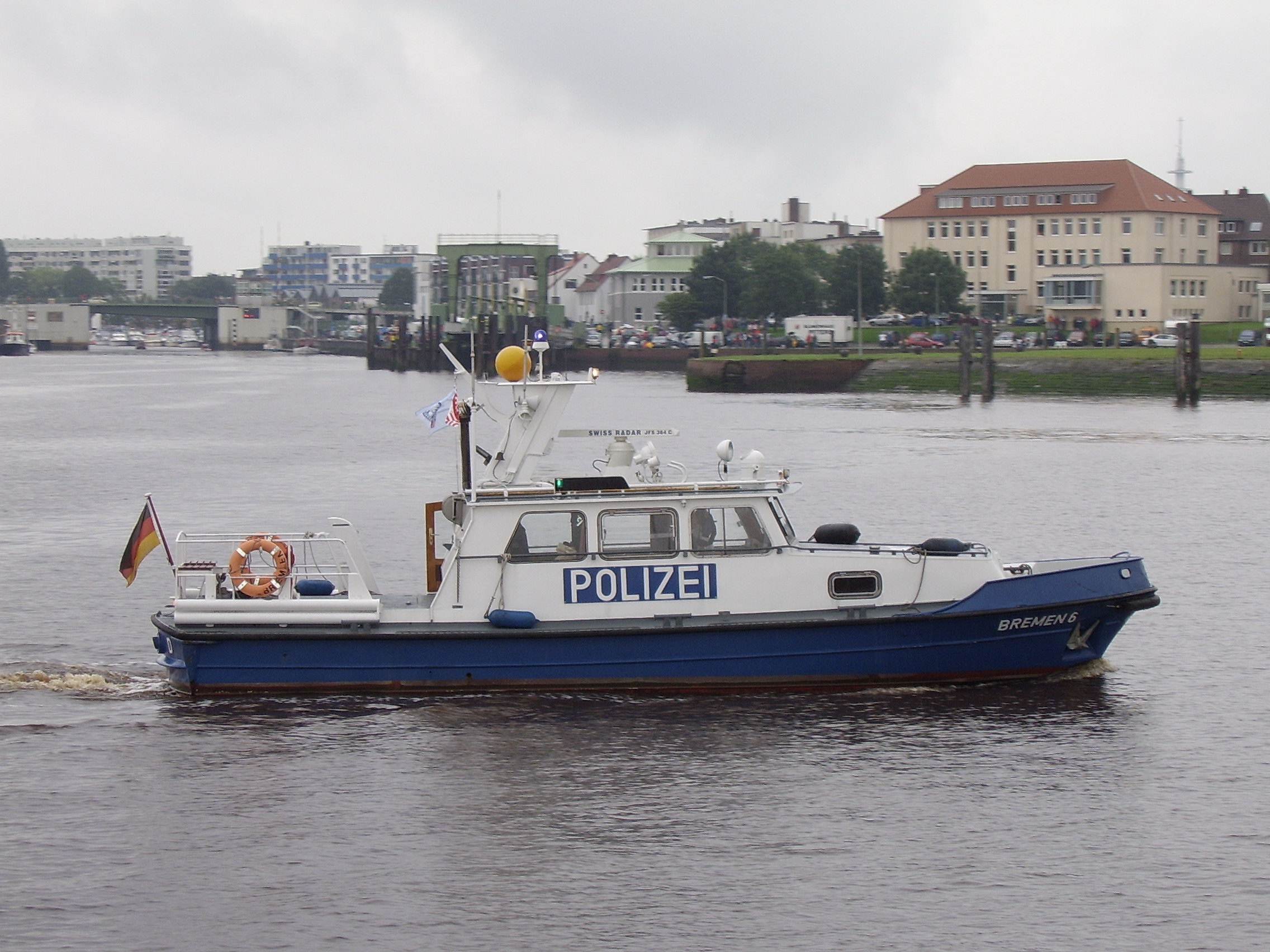
Hafenboot Bremen 6 der Wasserschutzpolizei während der Sail 2005
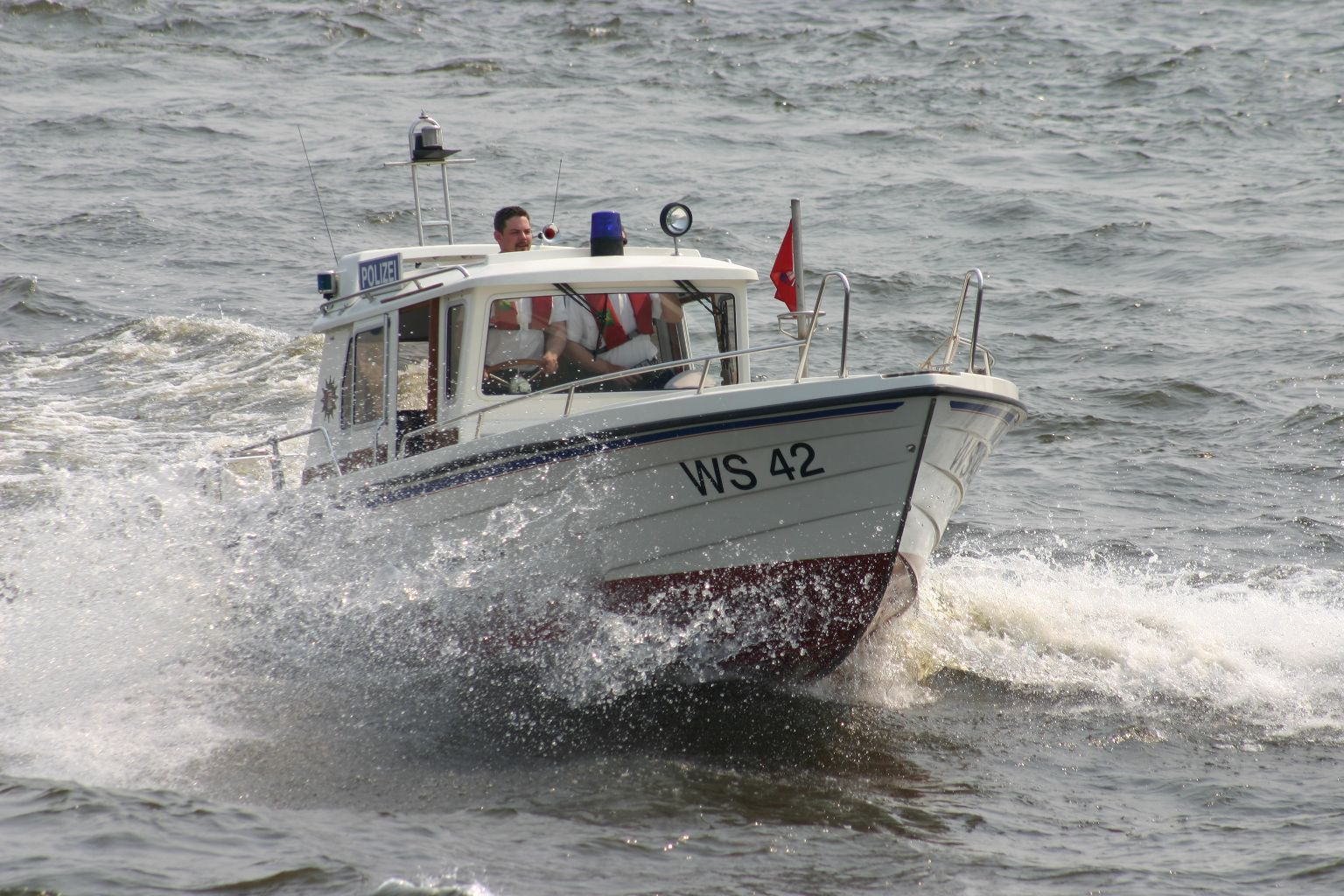
Boot WS 42 der Wasserschutzpolizei im Hamburger Hafen
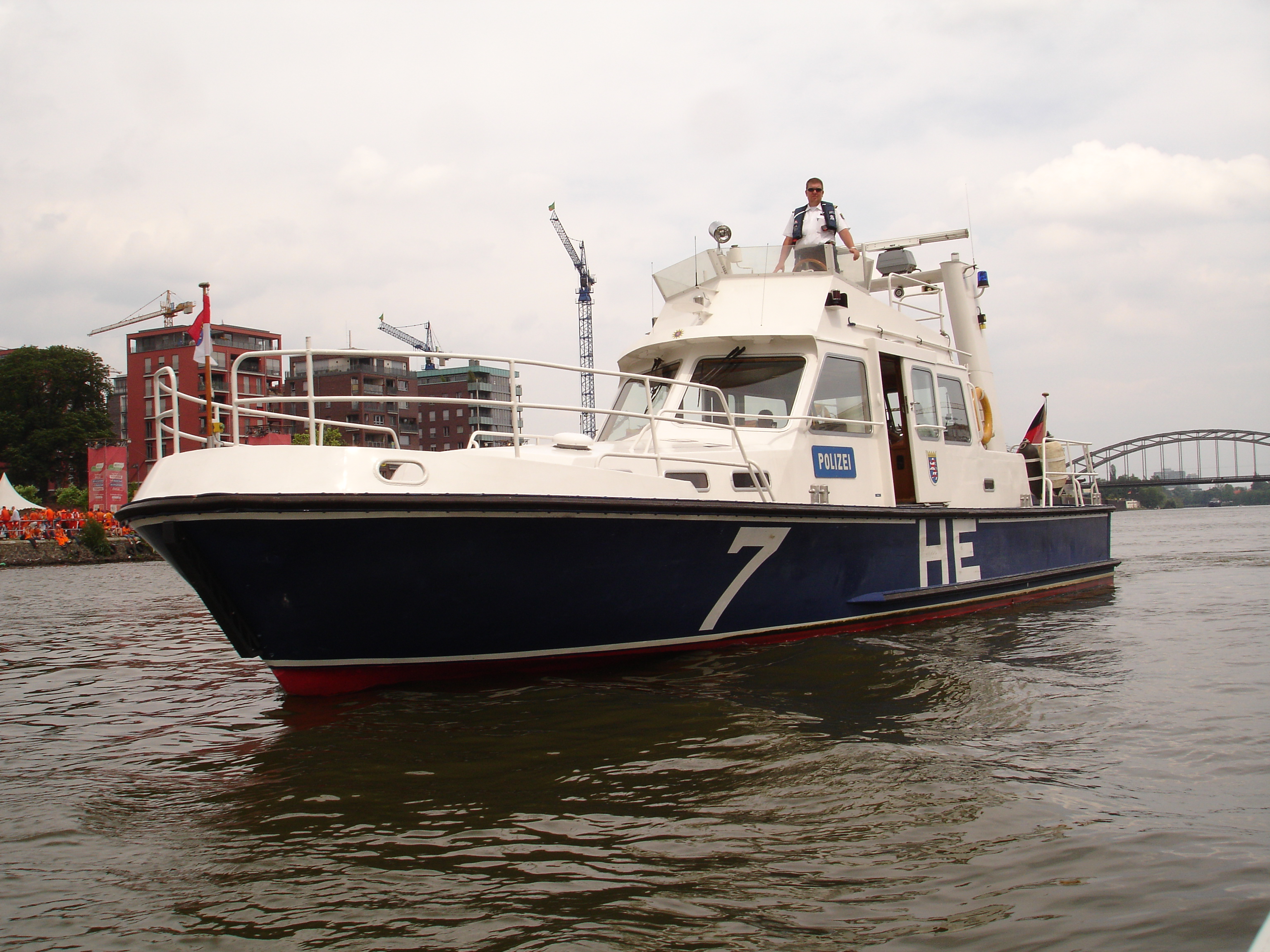
Streifenboot Hessen 7 der Wasserschutzpolizei Hessen auf dem Main bei Frankfurt
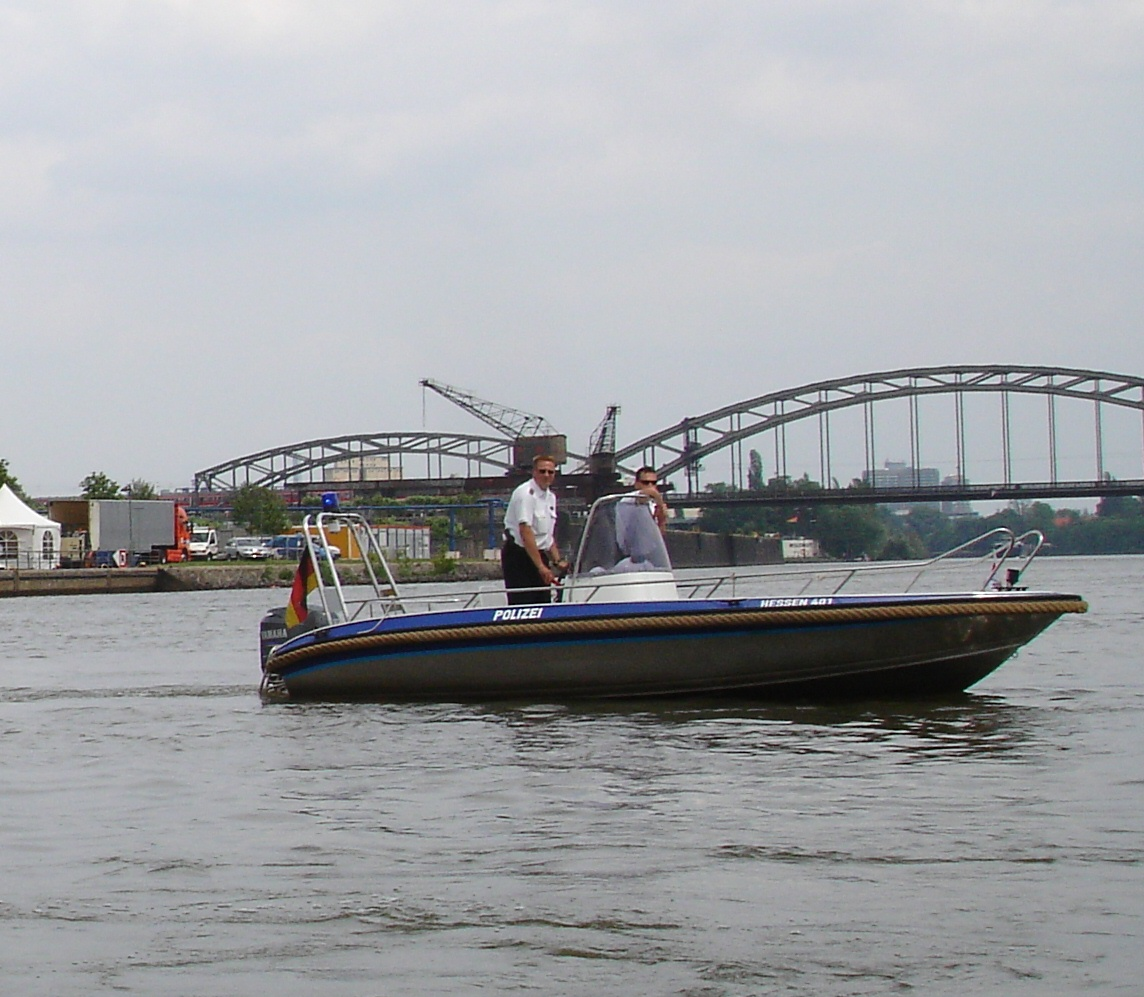
Boot Hessen 401 der Wasserschutzpolizei während der WM 2006 auf dem Main bei Frankfurt
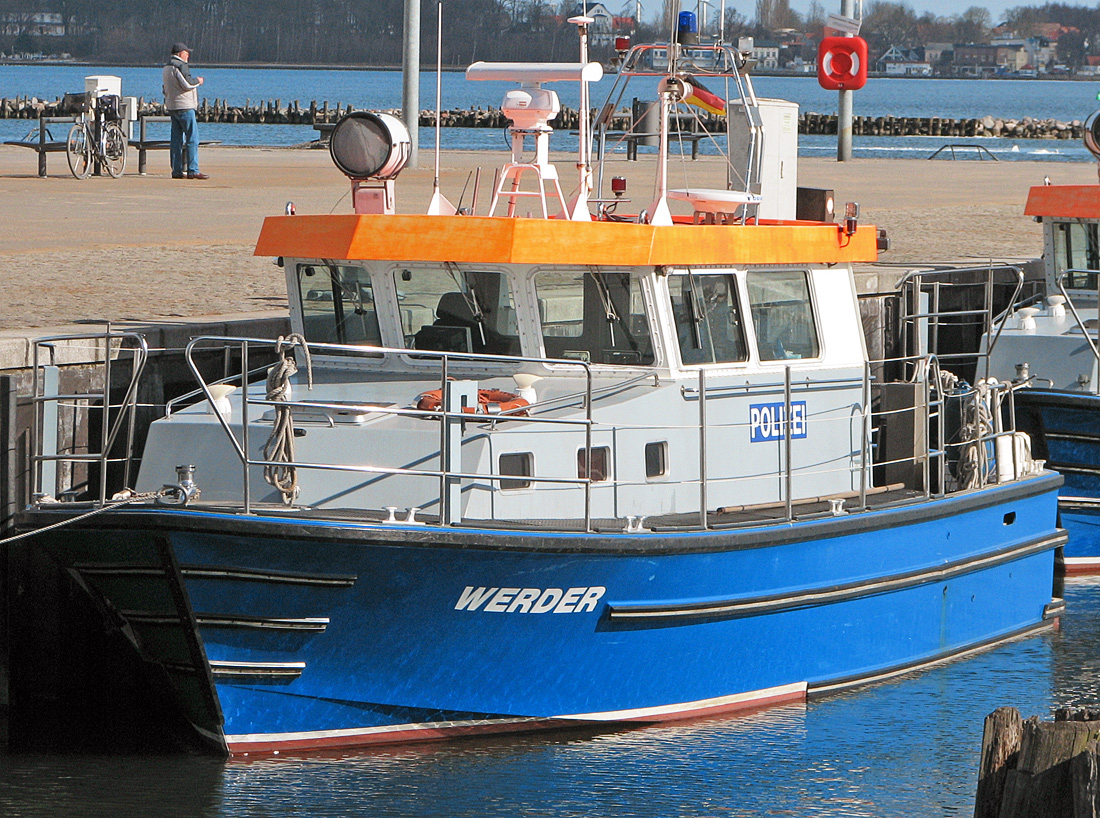
Boot Werder der Wasserschutzpolizei
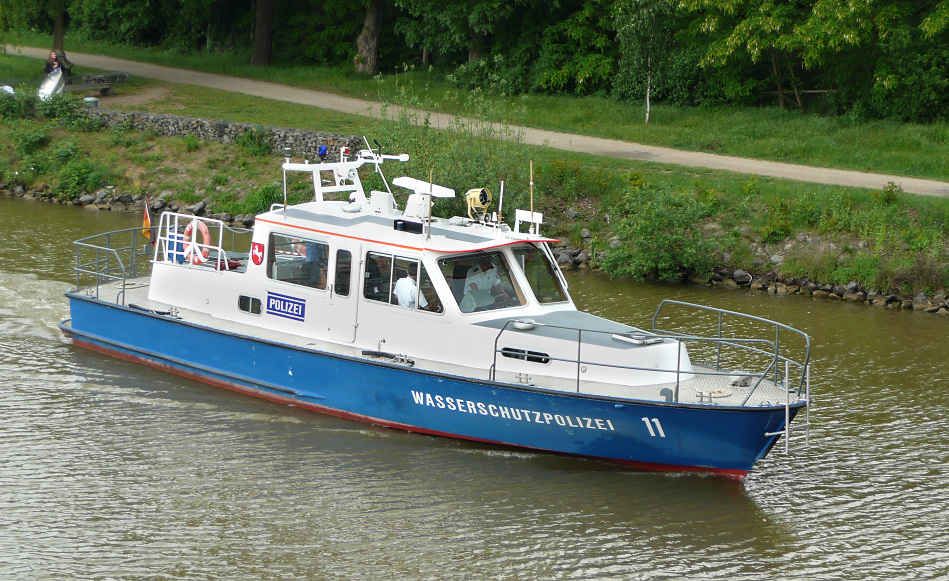
Boot WSP 11 der Wasserschutzpolizei auf dem Mittellandkanal bei Hannover
Boot WSP 1 der Wasserschutzpolizei auf dem Rhein bei Düsseldorf
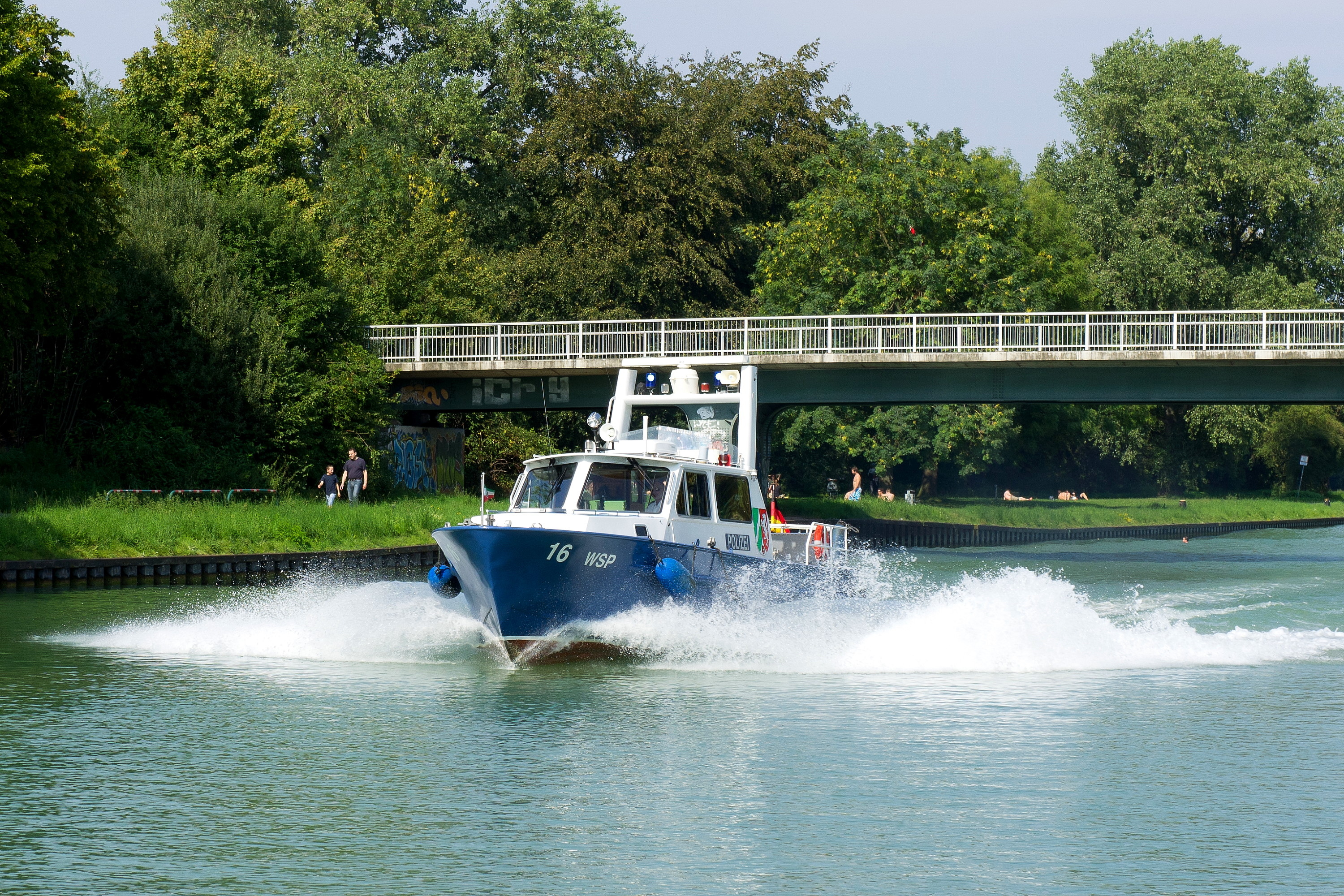
Boot WSP 16 der Wasserschutzpolizei mit Sonderrechten auf dem Dortmund-Ems-Kanal bei Münster
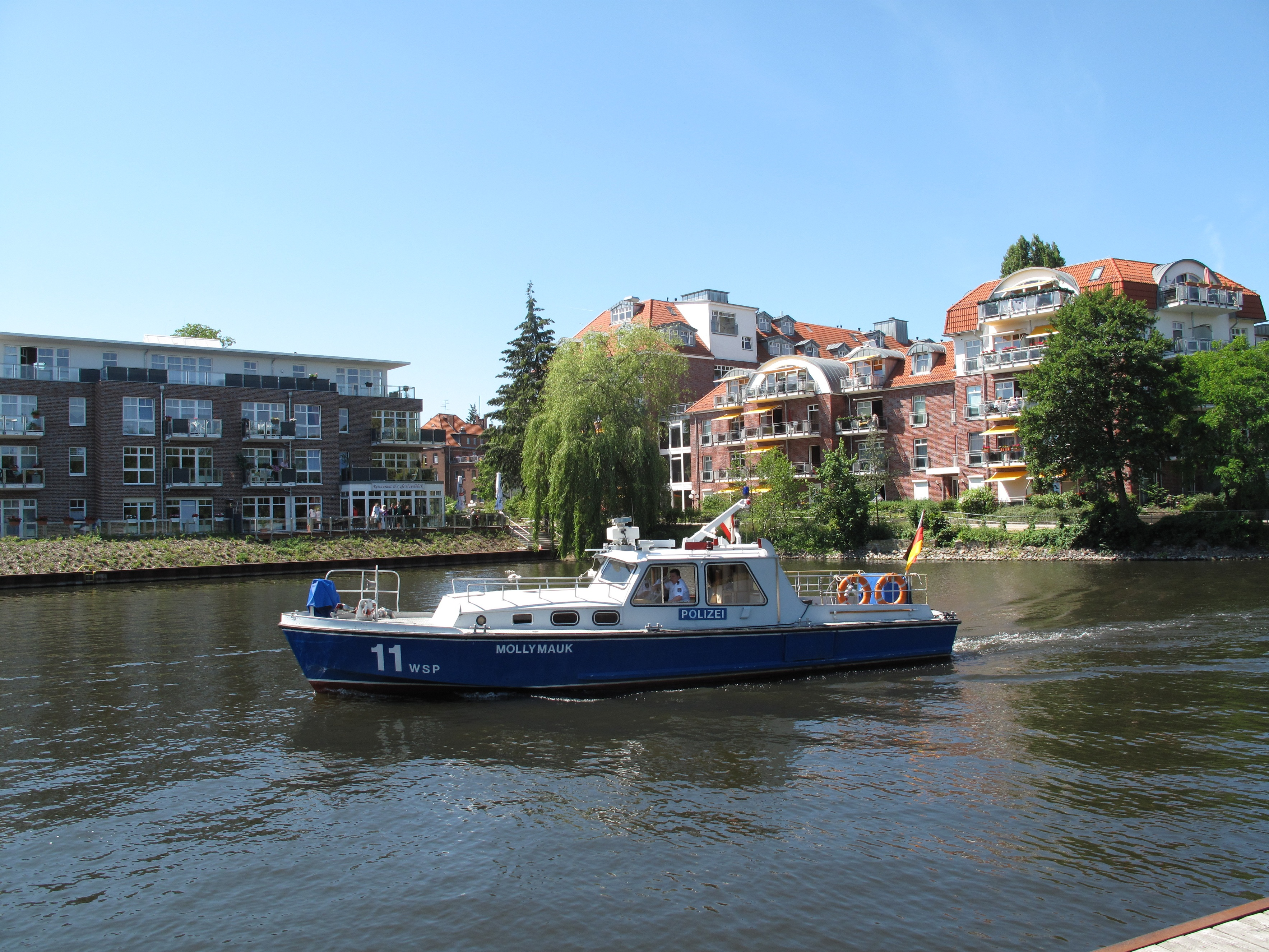
Boot WSP 11 Mollymauk der Wasserschutzpolizei Berlin im Nordhafen Spandau
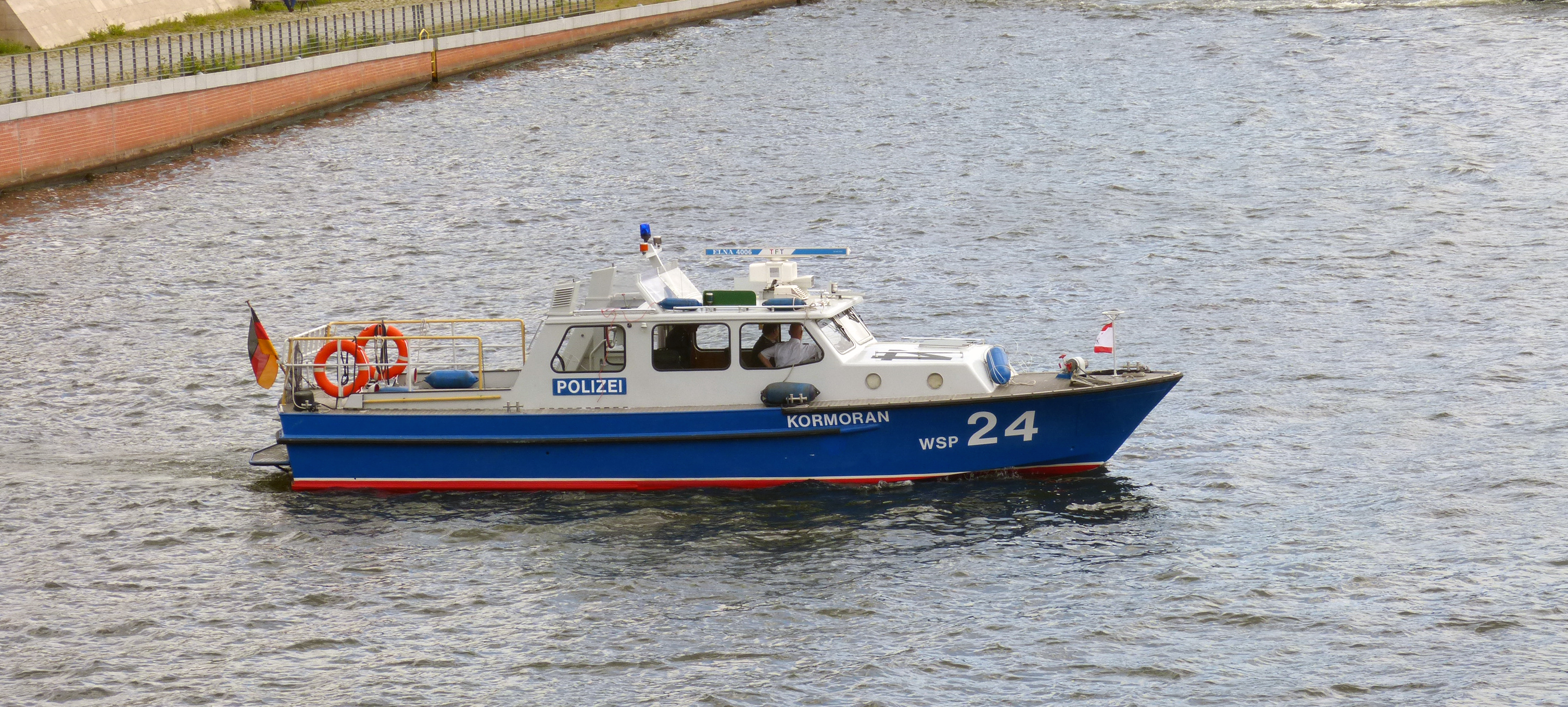
Boot WSP 24 Kormoran der Wasserschutzpolizei auf der Spree nahe dem Humboldthafen
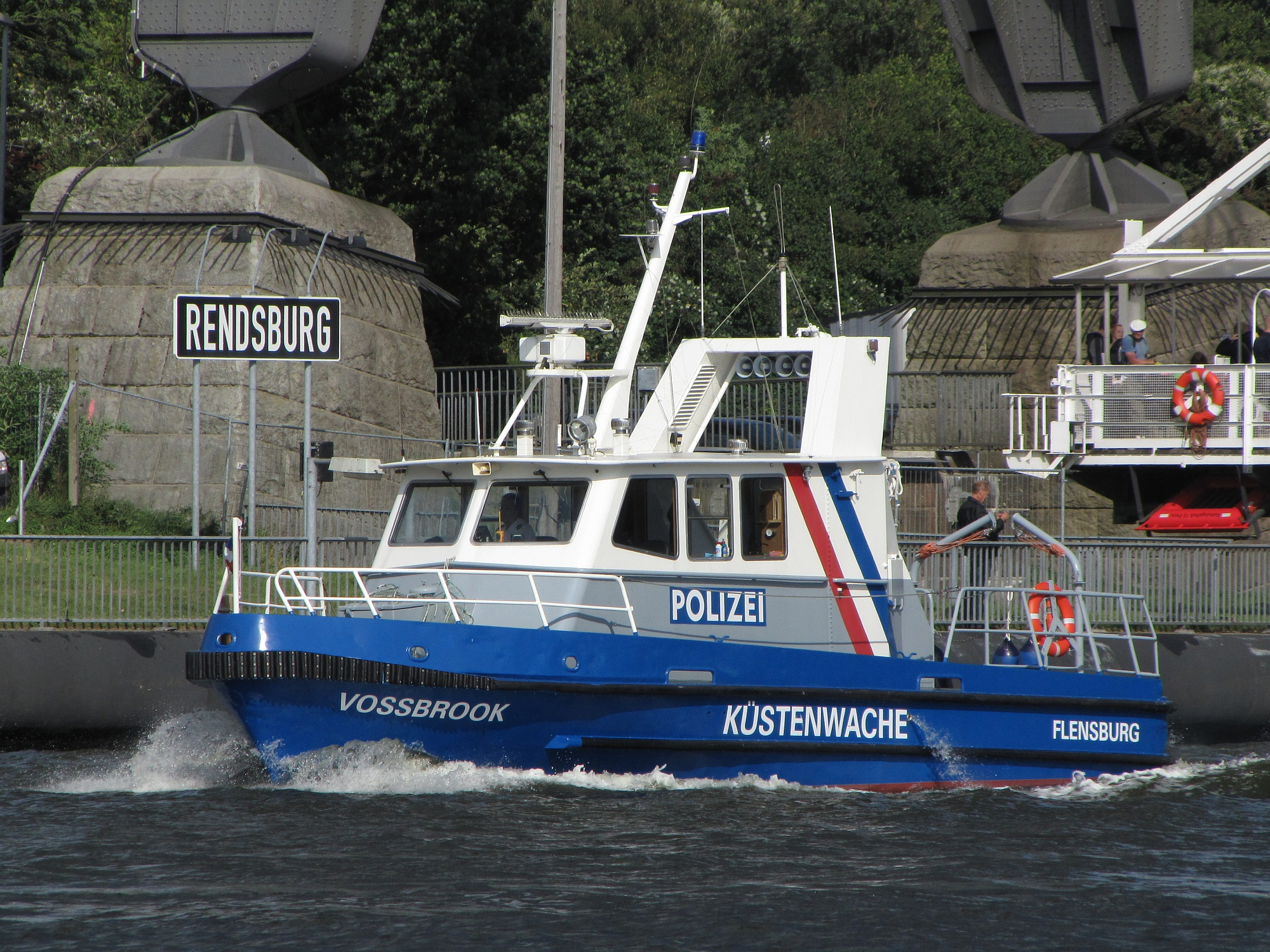
Streifenboot Vossbrook der WSP Schleswig-Holstein auf dem Nord-Ostsee-Kanal
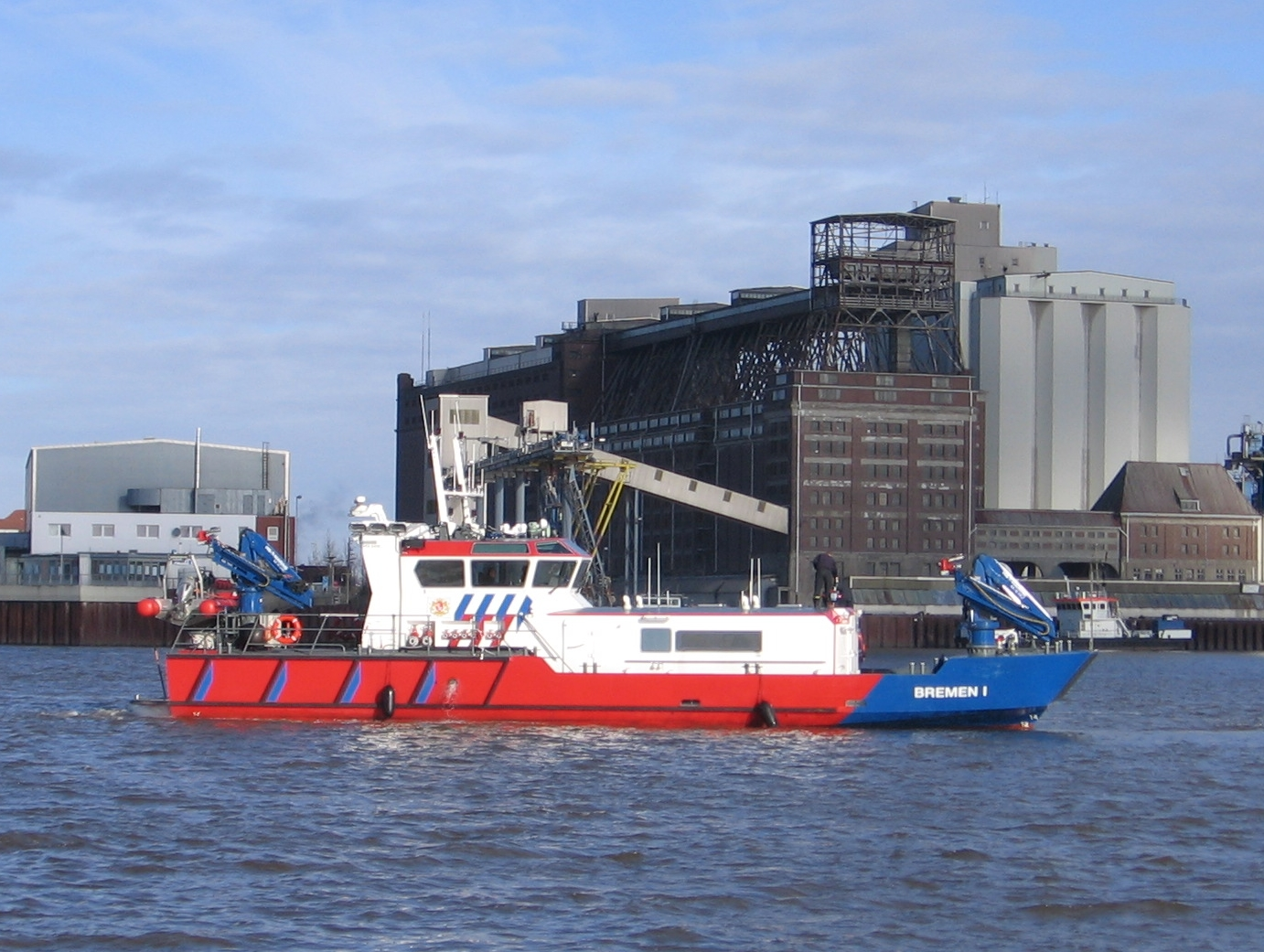
Ehemaliges Einsatzboot Bremen 1 für die Wasserschutzpolizei und die Feuerwehr Bremen im Stadtgebiet Bremen gebaut
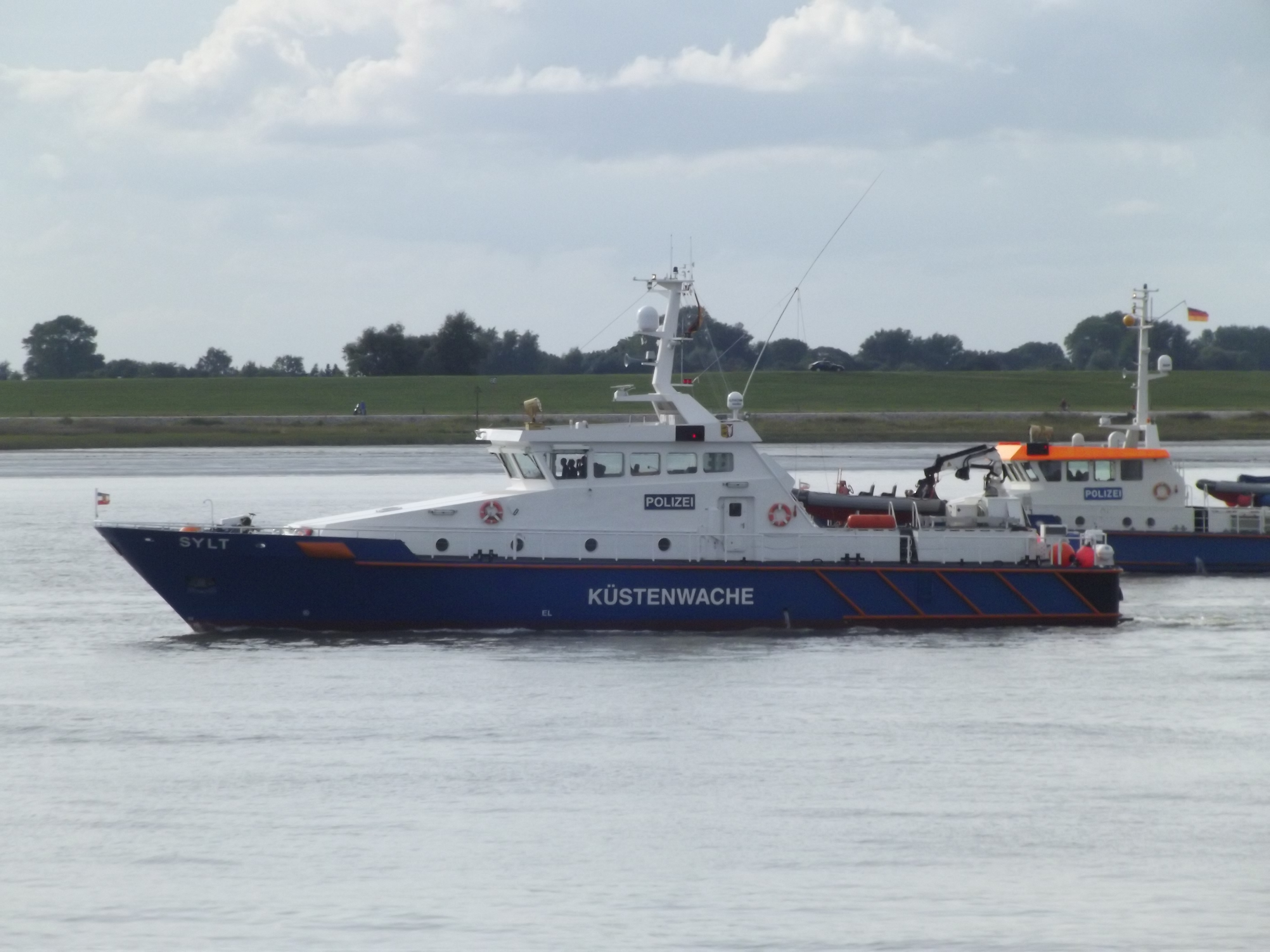
Küstenstreifenboot Sylt der WSP Schleswig-Holstein auf der Weser vor Bremerhaven
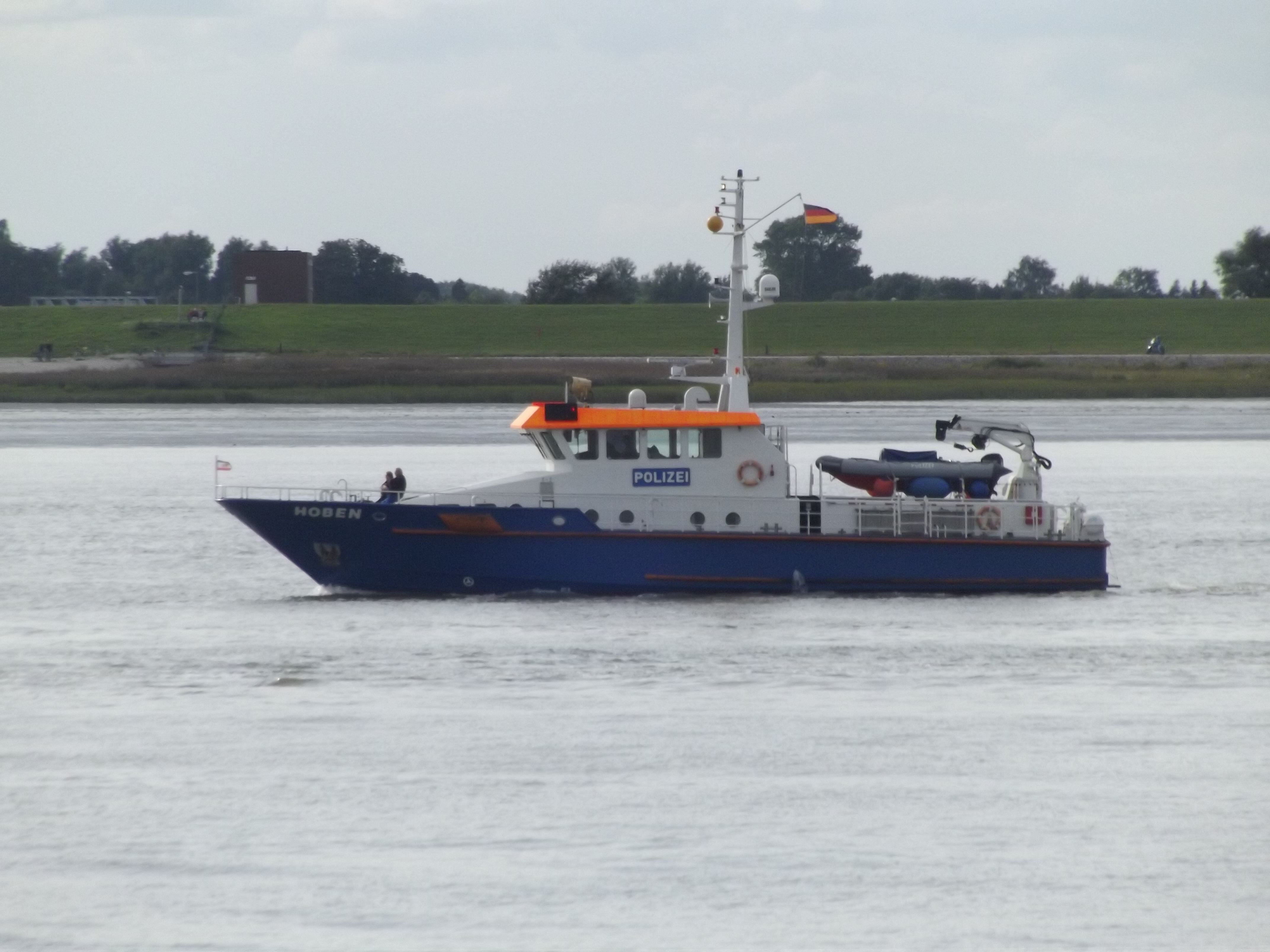
Küstenstreifenboot Hoben der WSP Mecklenburg-Vorpommern auf der Weser vor Bremerhaven
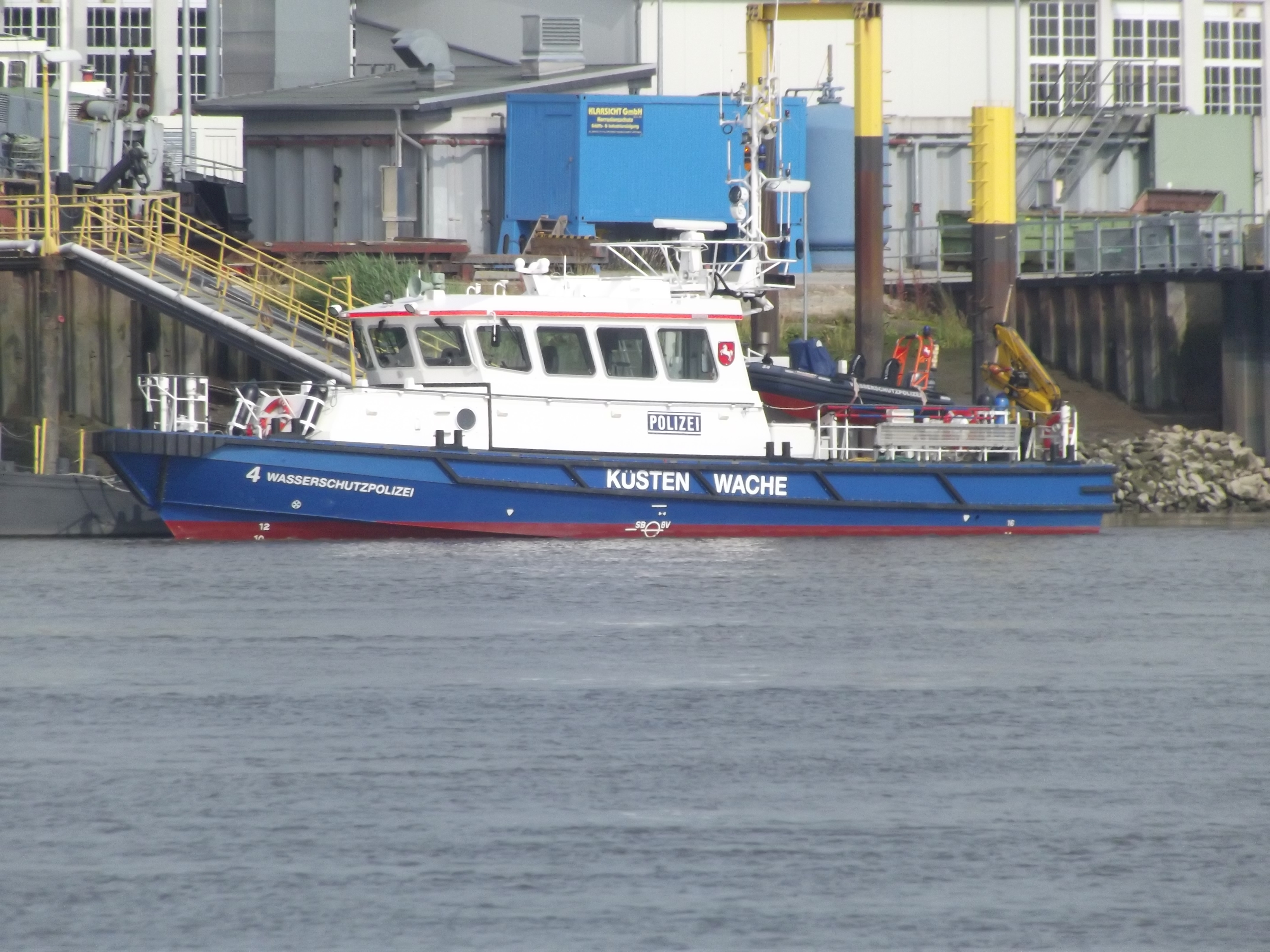
„kleines Küstenstreifenboot“ WSP4 der WSP Niedersachsen in Brake (Unterweser)
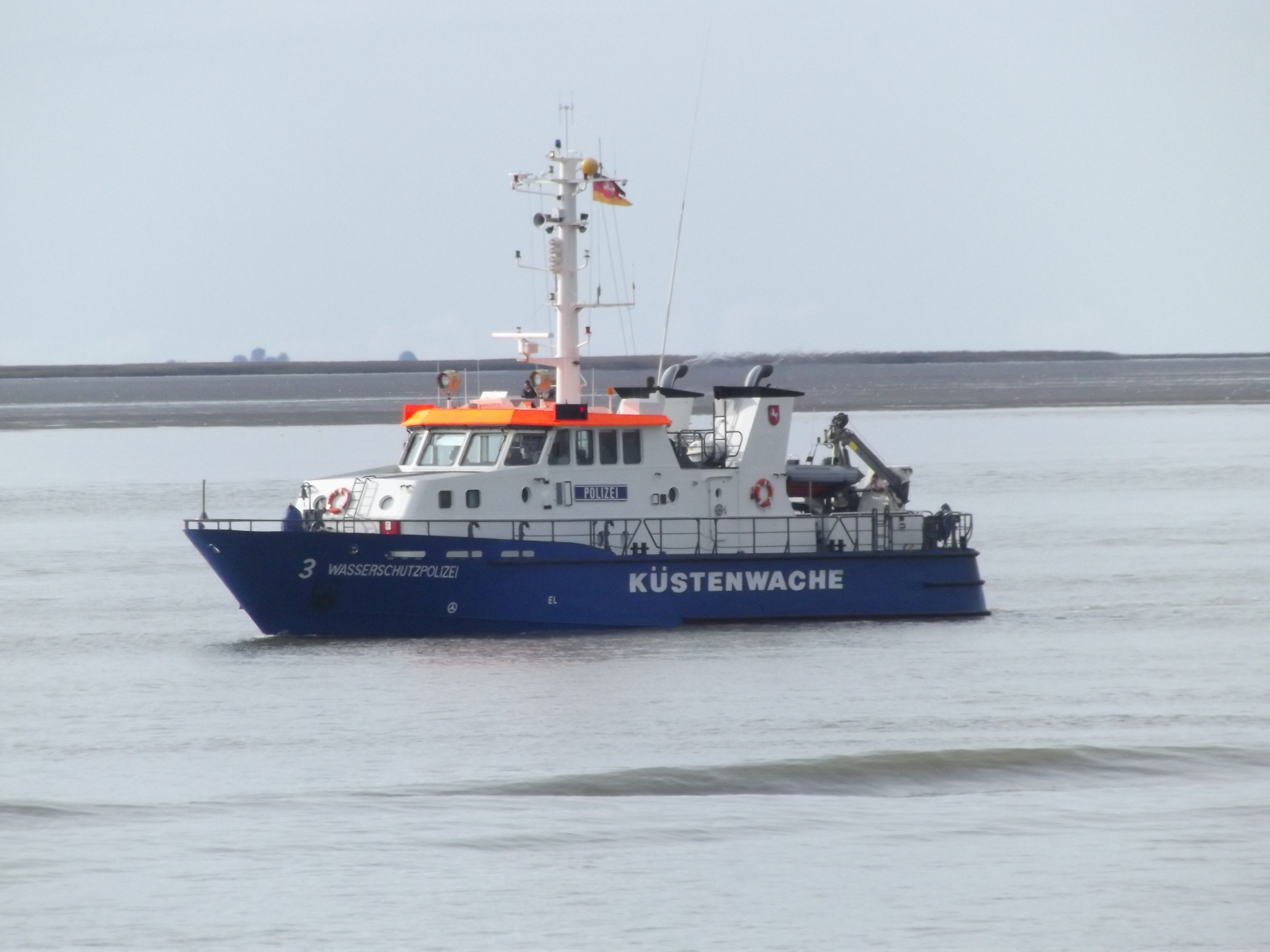
Küstenstreifenboot WSP3 der WSP Niedersachsen
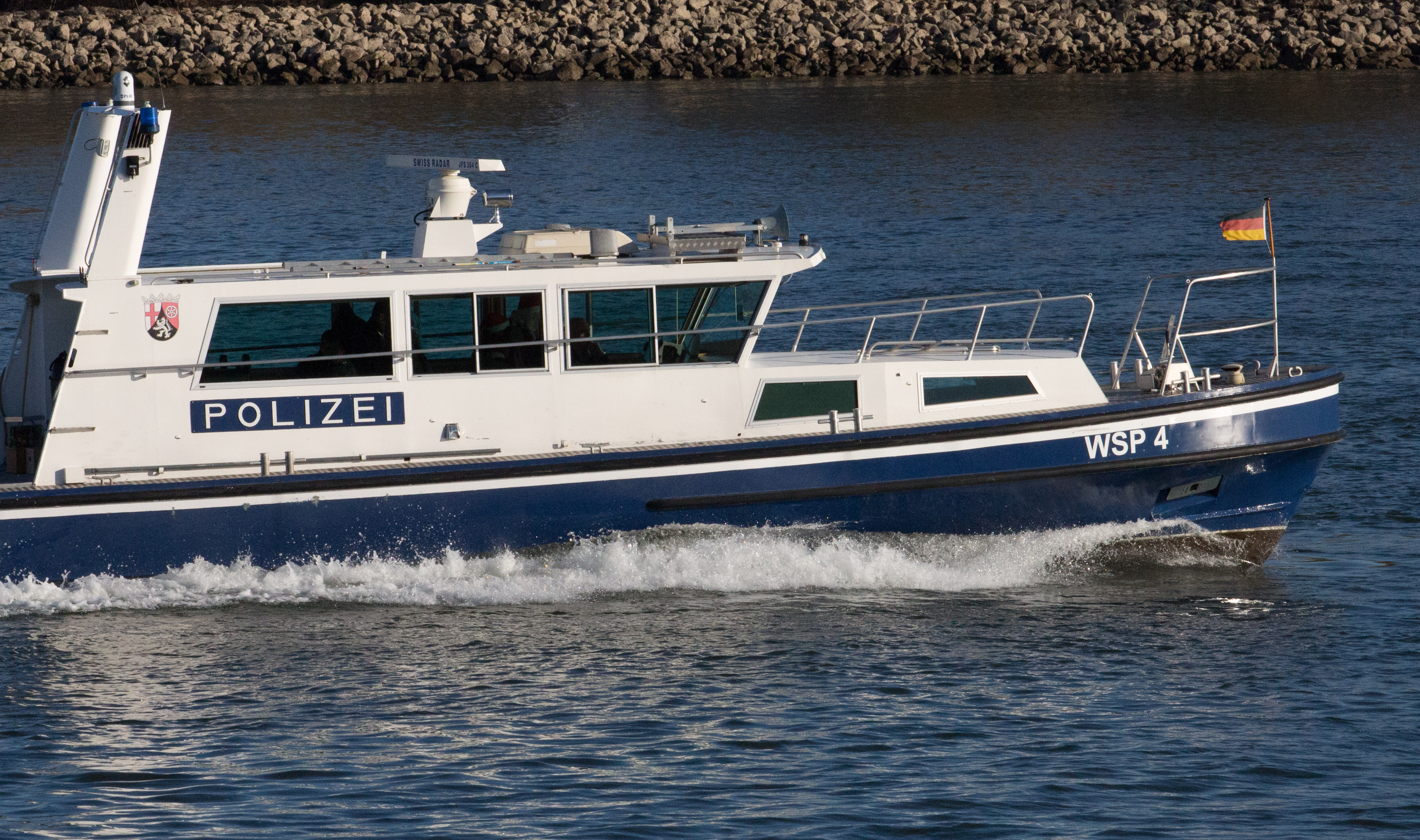
WSP 4 der WSP Rheinland-Pfalz auf dem Rhein bei Mainz

### Fahrzeuge in Berlin

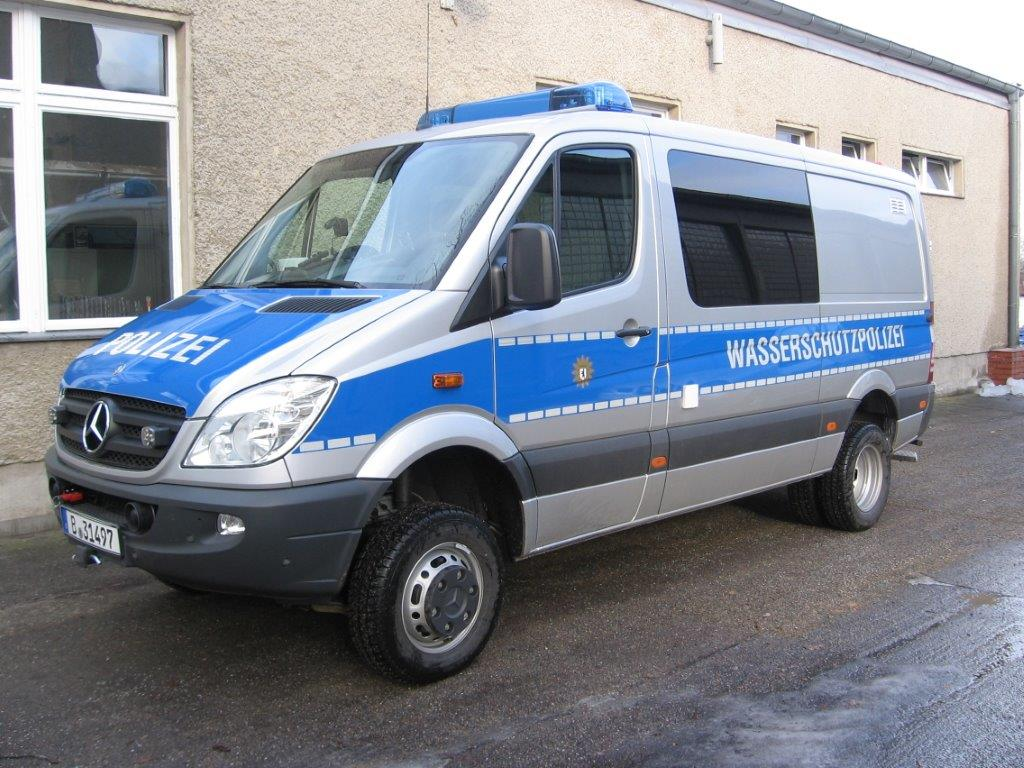
Einsatzwagen der Wasserschutzpolizei Berlin
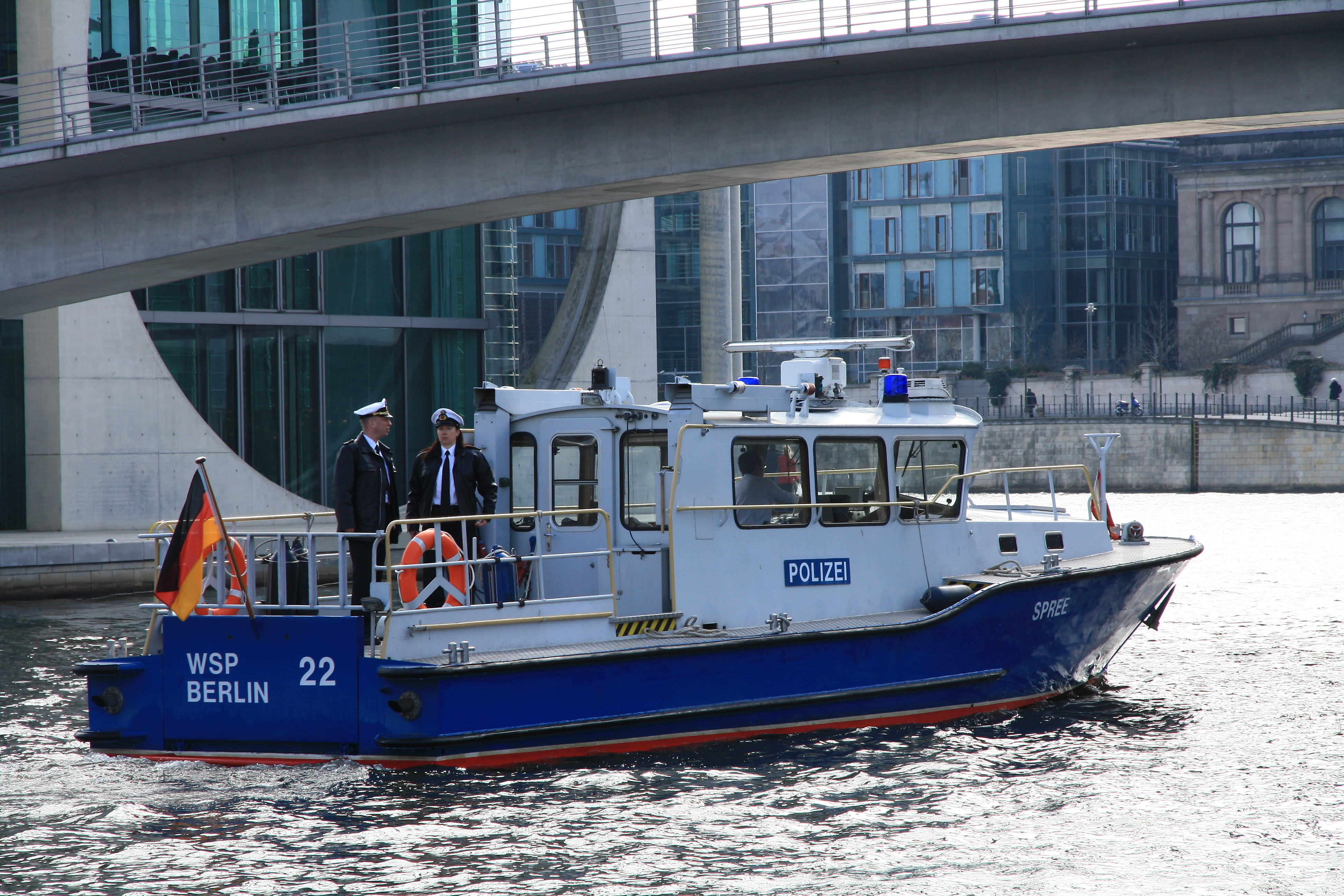
Boot WSP 22
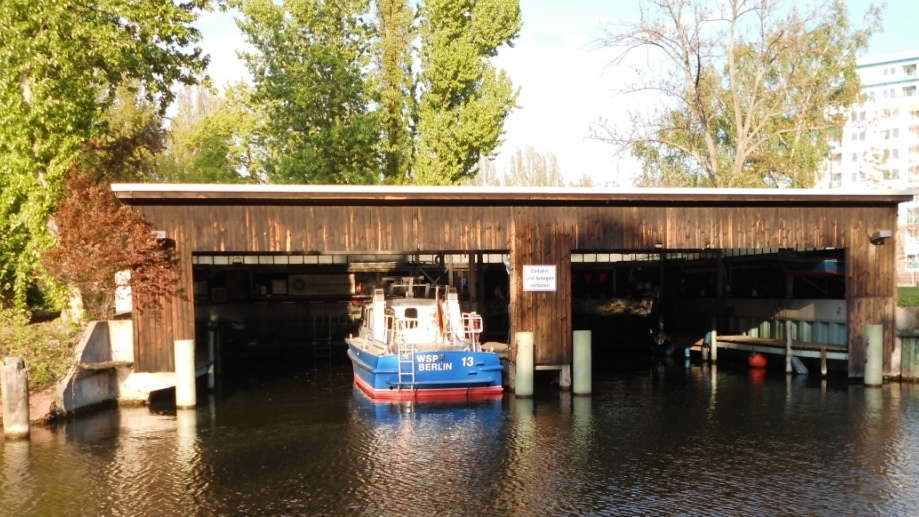
Boot WSP Berlin 13
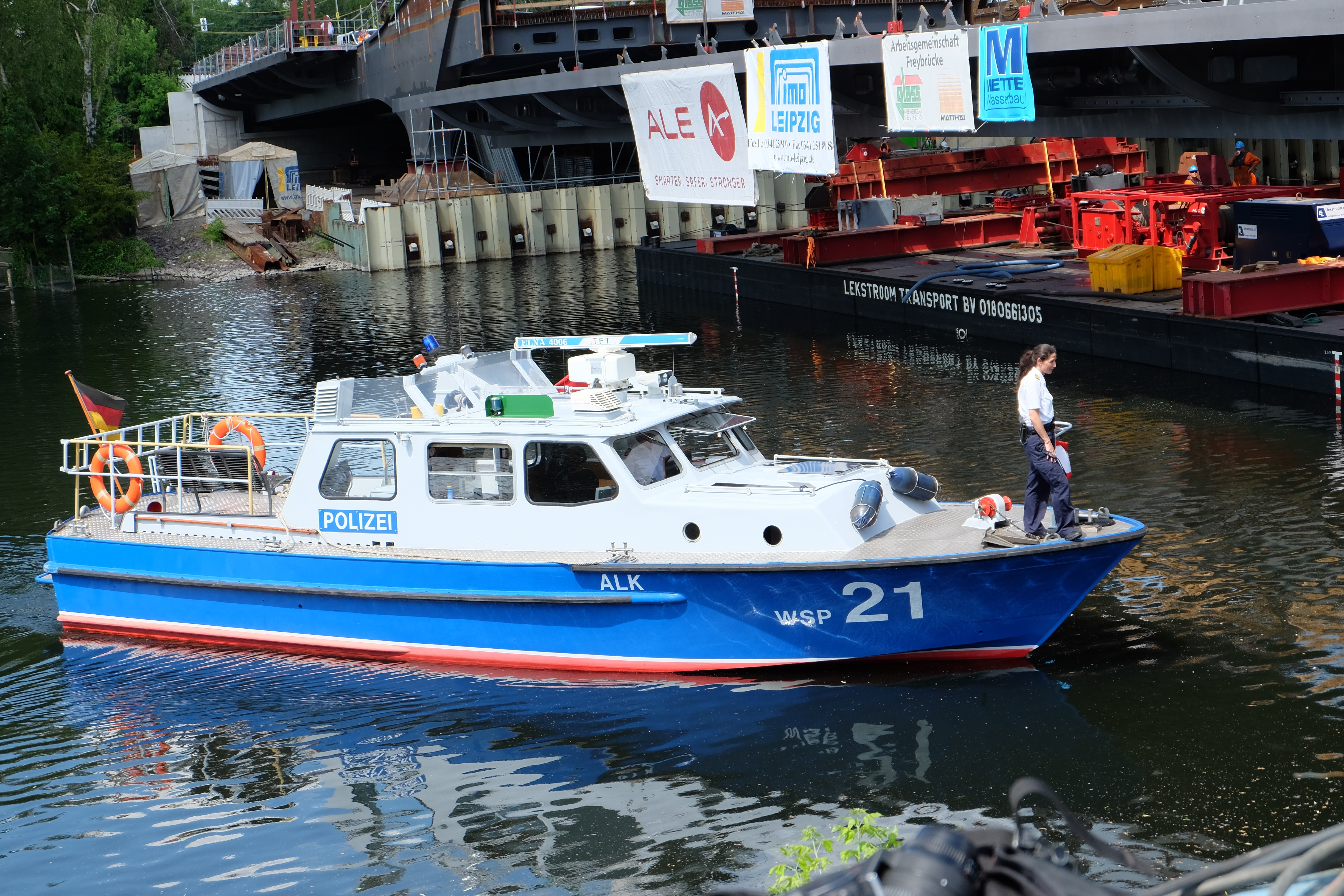
WSP 21 Havel, beim Einbau der Freybrücke

## Ausbildung
Im Hamburger Freihafen wurde 1949 die Wasserschutzpolizeischule gegründet, um in einer gemeinsamen Einrichtung Beamte der Wasserschutzpolizeien aller Bundesländer auszubilden.

## Österreich
In Österreich hat der See- und Stromdienst (auch See- und Strompolizei, in Wien Wasserpolizei) der Wasserschutzpolizei vergleichbare Aufgaben.
In ganz Österreich sind 44 Polizeiboote im Einsatz, wobei diese im Jahr 2014 1179 Einsatzfahrten zu bewältigen hatten. Sie sind an allen größeren österreichischen Seen sowie an den Flüssen Drau und Donau stationiert.

## Frankreich
„Flusspolizei“ (französisch police fluviale) ist ein Oberbegriff, der alle Polizeieinsätze an Flüssen und im weiteren Sinne auch an Gewässern bezeichnet. Grundlage dafür ist eine spezielle Ausrüstung wie Außenbordmotorboote oder Tauchausrüstung.
In Frankreich wird der Einsatz der Flusspolizei auch von der Gendarmerie nationale (See- und Flussbrigaden) und der Police nationale wahrgenommen. Wenn Wasserläufe besiedeltes Gebiet durchqueren, ist es möglich, dass diese Aufgabe von der Police municipale übernommen wird. In ländlichen Gebieten oder wenn der Umweltbereich von lokalen gewählten Beamten stärker berücksichtigt wird, kann diese Mission oder ein Teil davon von Gardes champêtres übernommen werden.

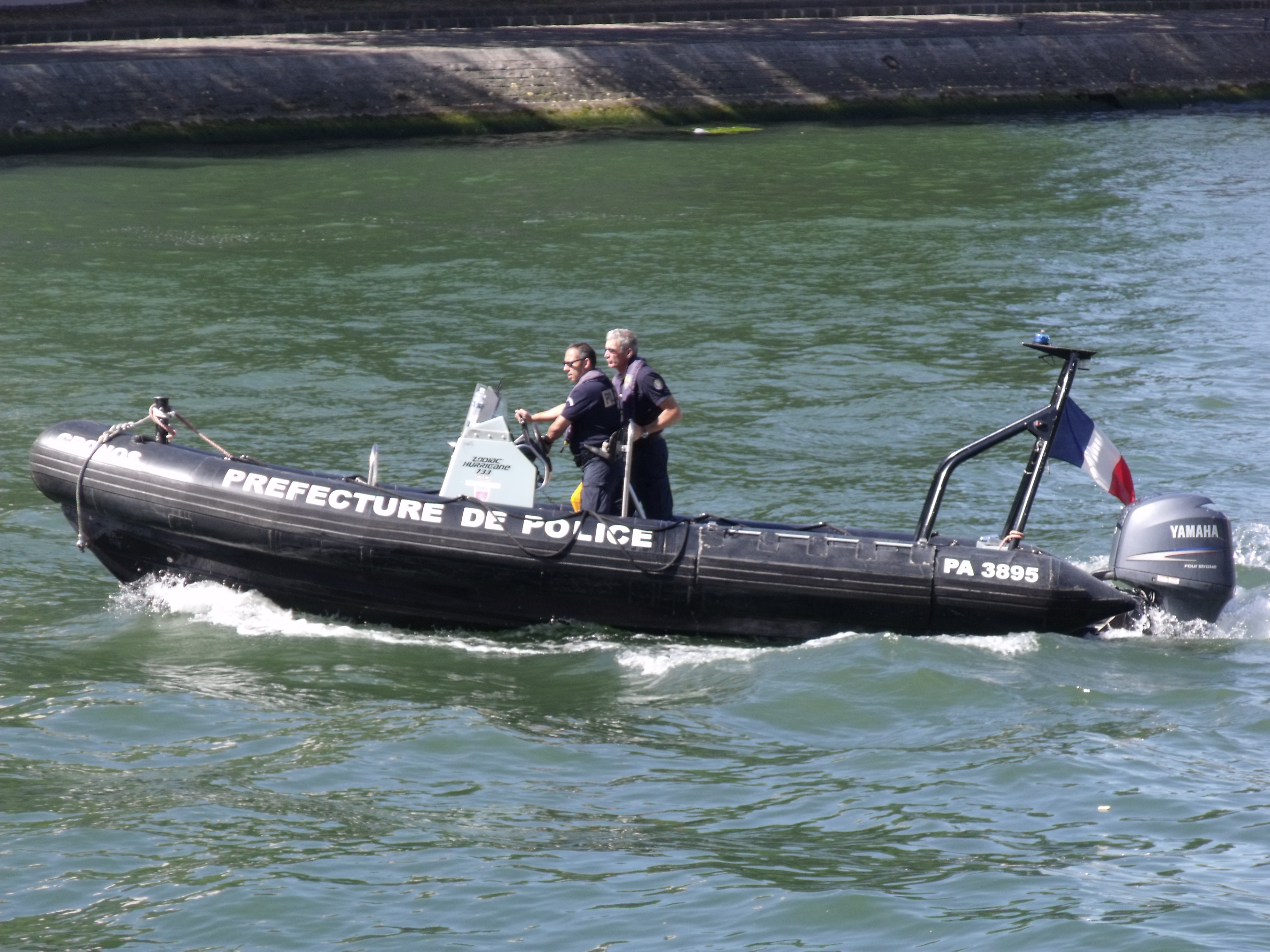
Ein Boot der Brigade Fluviale de Paris

Paris hat für ihren Seineabschnitt seit 1900 eine eigene Flusspolizei, die organisatorisch der Polizeipräfektur angeschlossen ist und Polizeieinsätze, aber auch Wasserrettung wahrnimmt. Teile der Flusspolizei werden auch für die Unterstützung von Eliteeinheiten wie der Fahndungs- und Interventionsbrigade und/oder dem RAID ausgebildet. In Paris unterhält die Flusspolizei auch einen Flussschlepper: Île-de-France.

## Schweiz
Eine Wasserschutzpolizei, Wasserpolizei oder Seepolizei mit vergleichbaren Aufgaben gibt es auch in vielen Kantonen der Schweiz. So besteht eine derartige Polizei u. a. bei
- Kantonspolizei Aargau: Wasserpolizei
- Kantonspolizei Bern: Seepolizei Thunersee, Brienzersee, Bielersee und Wohlensee
- Luzerner Polizei: Wasserpolizei
- Police cantonale de Genève: Poste de police de la navigation
- Schifffahrtskontrolle Thurgau
- Stadtpolizei Zürich: Wache Wasserschutzpolizei
- Kantonspolizei Zürich: Kantonale Seepolizei